# Llista d'asteroides (382001-383000)
Llista d'asteroides del 382.001 al 383.000, amb data de descoberta i descobridor. És un fragment de la llista d'asteroides completa. Als asteroides se'ls dona un número quan es confirma la seva òrbita, per tant apareixen llistats aproximadament segons la data de descobriment.

## 382001-382100
| Nom    | Designació provisional | Data de descobriment   | Lloc de descobriment | Descobridor/s                                 |
| ------ | ---------------------- | ---------------------- | -------------------- | --------------------------------------------- |
| 382001 | 2010 OM15              | 17 de juliol de 2010   | WISE                 | WISE                                          |
| 382002 | 2010 OK46              | 29 de gener de 2010    | WISE                 | WISE                                          |
| 382003 | 2010 OZ60              | 23 de juliol de 2010   | WISE                 | WISE                                          |
| 382004 | 2010 RM64              | 9 de setembre de 2010  | La Silla             | D. L. Rabinowitz, M. Schwamb, S. Tourtellotte |
| 382005 | 2010 TO6               | 1 d'octubre de 2010    | Catalina             | CSS                                           |
| 382006 | 2010 UF52              | 28 d'octubre de 2010   | Mount Lemmon         | Mt. Lemmon Survey                             |
| 382007 | 2010 UD107             | 1 de febrer de 2006    | Mount Lemmon         | Mt. Lemmon Survey                             |
| 382008 | 2010 XE83              | 7 de febrer de 2008    | Mount Lemmon         | Mt. Lemmon Survey                             |
| 382009 | 2011 AW4               | 17 d'octubre de 2003   | Kitt Peak            | Spacewatch                                    |
| 382010 | 2011 AN20              | 15 d'abril de 2008     | Mount Lemmon         | Mt. Lemmon Survey                             |
| 382011 | 2011 AQ47              | 9 de febrer de 2008    | Kitt Peak            | Spacewatch                                    |
| 382012 | 2011 AC58              | 2 de març de 1995      | Kitt Peak            | Spacewatch                                    |
| 382013 | 2011 AG65              | 17 de desembre de 2003 | Kitt Peak            | Spacewatch                                    |
| 382014 | 2011 BQ11              | 12 de juliol de 2004   | Reedy Creek          | J. Broughton                                  |
| 382015 | 2011 BV46              | 29 d'agost de 2005     | Kitt Peak            | Spacewatch                                    |
| 382016 | 2011 BH53              | 15 de novembre de 2006 | Kitt Peak            | Spacewatch                                    |
| 382017 | 2011 BK53              | 28 de març de 2004     | Kitt Peak            | Spacewatch                                    |
| 382018 | 2011 BT53              | 15 de novembre de 2006 | Kitt Peak            | Spacewatch                                    |
| 382019 | 2011 BM62              | 12 de desembre de 2006 | Mount Lemmon         | Mt. Lemmon Survey                             |
| 382020 | 2011 BR62              | 9 de maig de 2004      | Kitt Peak            | Spacewatch                                    |
| 382021 | 2011 BN70              | 12 de març de 1996     | Kitt Peak            | Spacewatch                                    |
| 382022 | 2011 BE74              | 14 de setembre de 1991 | Kitt Peak            | Spacewatch                                    |
| 382023 | 2011 BX91              | 25 de desembre de 2005 | Kitt Peak            | Spacewatch                                    |
| 382024 | 2011 BN102             | 8 de març de 2008      | Kitt Peak            | Spacewatch                                    |
| 382025 | 2011 BG108             | 6 d'abril de 1999      | Kitt Peak            | Spacewatch                                    |
| 382026 | 2011 BE125             | 17 de juny de 2005     | Mount Lemmon         | Mt. Lemmon Survey                             |
| 382027 | 2011 BT161             | 26 de setembre de 2006 | Kitt Peak            | Spacewatch                                    |
| 382028 | 2011 CB11              | 18 de novembre de 2006 | Kitt Peak            | Spacewatch                                    |
| 382029 | 2011 CJ17              | 17 de març de 2004     | Kitt Peak            | Spacewatch                                    |
| 382030 | 2011 CP18              | 4 d'octubre de 2006    | Mount Lemmon         | Mt. Lemmon Survey                             |
| 382031 | 2011 CV22              | 13 d'octubre de 2006   | Kitt Peak            | Spacewatch                                    |
| 382032 | 2011 CW23              | 5 d'abril de 2000      | Kitt Peak            | Spacewatch                                    |
| 382033 | 2011 CR24              | 13 de desembre de 2006 | Kitt Peak            | Spacewatch                                    |
| 382034 | 2011 CJ27              | 29 de febrer de 2000   | Socorro              | LINEAR                                        |
| 382035 | 2011 CF35              | 7 de juliol de 2005    | Mauna Kea            | C. Veillet                                    |
| 382036 | 2011 CT47              | 11 de novembre de 2006 | Mount Lemmon         | Mt. Lemmon Survey                             |
| 382037 | 2011 CD48              | 27 de setembre de 2006 | Kitt Peak            | Spacewatch                                    |
| 382038 | 2011 CX60              | 13 de novembre de 2006 | Kitt Peak            | Spacewatch                                    |
| 382039 | 2011 CX68              | 2 d'octubre de 2006    | Mount Lemmon         | Mt. Lemmon Survey                             |
| 382040 | 2011 CX80              | 12 de desembre de 2006 | Kitt Peak            | Spacewatch                                    |
| 382041 | 2011 CF86              | 5 d'abril de 2000      | Socorro              | LINEAR                                        |
| 382042 | 2011 CU91              | 20 de novembre de 2003 | Kitt Peak            | Spacewatch                                    |
| 382043 | 2011 DU2               | 19 de novembre de 2006 | Kitt Peak            | Spacewatch                                    |
| 382044 | 2011 DP5               | 22 de novembre de 2006 | Mount Lemmon         | Mt. Lemmon Survey                             |
| 382045 | 2011 DB10              | 8 de febrer de 2007    | Kitt Peak            | Spacewatch                                    |
| 382046 | 2011 DX10              | 17 de desembre de 2006 | Mount Lemmon         | Mt. Lemmon Survey                             |
| 382047 | 2011 DB11              | 29 de gener de 2004    | Anderson Mesa        | LONEOS                                        |
| 382048 | 2011 DX11              | 17 de març de 1996     | Kitt Peak            | Spacewatch                                    |
| 382049 | 2011 DW22              | 14 de març de 2007     | Kitt Peak            | Spacewatch                                    |
| 382050 | 2011 DK25              | 5 de juliol de 2005    | Mount Lemmon         | Mt. Lemmon Survey                             |
| 382051 | 2011 DG29              | 9 de març de 2007      | Mount Lemmon         | Mt. Lemmon Survey                             |
| 382052 | 2011 DL30              | 22 d'abril de 2004     | Kitt Peak            | Spacewatch                                    |
| 382053 | 2011 DW31              | 15 de març de 2004     | Kitt Peak            | Spacewatch                                    |
| 382054 | 2011 EU2               | 11 d'abril de 2008     | Kitt Peak            | Spacewatch                                    |
| 382055 | 2011 ES13              | 3 de març de 2000      | Socorro              | LINEAR                                        |
| 382056 | 2011 ER15              | 4 de març de 2011      | Kitt Peak            | Spacewatch                                    |
| 382057 | 2011 ES17              | 17 de febrer de 2004   | Goodricke-Pigott     | R. A. Tucker                                  |
| 382058 | 2011 EC18              | 28 de gener de 2007    | Kitt Peak            | Spacewatch                                    |
| 382059 | 2011 EQ22              | 14 d'abril de 2004     | Kitt Peak            | Spacewatch                                    |
| 382060 | 2011 EJ24              | 24 d'octubre de 2001   | Kitt Peak            | Spacewatch                                    |
| 382061 | 2011 ED30              | 4 de març de 2001      | Kitt Peak            | Spacewatch                                    |
| 382062 | 2011 EY33              | 14 de setembre de 2009 | Kitt Peak            | Spacewatch                                    |
| 382063 | 2011 ES39              | 24 de novembre de 2008 | Kitt Peak            | Spacewatch                                    |
| 382064 | 2011 ET39              | 15 de març de 2004     | Kitt Peak            | Spacewatch                                    |
| 382065 | 2011 EG42              | 8 de febrer de 2002    | Kitt Peak            | Spacewatch                                    |
| 382066 | 2011 EQ44              | 30 de gener de 2011    | Kitt Peak            | Spacewatch                                    |
| 382067 | 2011 EU53              | 12 d'octubre de 2005   | Kitt Peak            | Spacewatch                                    |
| 382068 | 2011 ET54              | 14 d'abril de 2004     | Kitt Peak            | Spacewatch                                    |
| 382069 | 2011 ER63              | 21 de desembre de 2006 | Kitt Peak            | Spacewatch                                    |
| 382070 | 2011 EL73              | 27 de febrer de 2006   | Kitt Peak            | Spacewatch                                    |
| 382071 | 2011 EV75              | 1 d'octubre de 2005    | Mount Lemmon         | Mt. Lemmon Survey                             |
| 382072 | 2011 FD6               | 18 de novembre de 1998 | La Palma             | A. Fitzsimmons                                |
| 382073 | 2011 FV15              | 22 d'octubre de 2009   | Mount Lemmon         | Mt. Lemmon Survey                             |
| 382074 | 2011 FY15              | 6 de novembre de 2005  | Mount Lemmon         | Mt. Lemmon Survey                             |
| 382075 | 2011 FK16              | 6 de maig de 2006      | Mount Lemmon         | Mt. Lemmon Survey                             |
| 382076 | 2011 FA18              | 10 de gener de 2007    | Mount Lemmon         | Mt. Lemmon Survey                             |
| 382077 | 2011 FR27              | 14 de març de 2011     | Catalina             | CSS                                           |
| 382078 | 2011 FH28              | 14 de desembre de 2010 | Kitt Peak            | Spacewatch                                    |
| 382079 | 2011 FE33              | 29 de gener de 2007    | Kitt Peak            | Spacewatch                                    |
| 382080 | 2011 FL38              | 23 d'agost de 2008     | Kitt Peak            | Spacewatch                                    |
| 382081 | 2011 FV54              | 25 de gener de 2007    | Kitt Peak            | Spacewatch                                    |
| 382082 | 2011 FM79              | 1 de desembre de 2005  | Kitt Peak            | Spacewatch                                    |
| 382083 | 2011 FV80              | 22 de febrer de 2011   | Kitt Peak            | Spacewatch                                    |
| 382084 | 2011 FA84              | 6 d'octubre de 2008    | Mount Lemmon         | Mt. Lemmon Survey                             |
| 382085 | 2011 FU96              | 5 de novembre de 2005  | Kitt Peak            | Spacewatch                                    |
| 382086 | 2011 FO127             | 18 de març de 2004     | Kitt Peak            | Spacewatch                                    |
| 382087 | 2011 FC130             | 3 de gener de 2000     | Kitt Peak            | Spacewatch                                    |
| 382088 | 2011 FL142             | 26 d'octubre de 2005   | Kitt Peak            | Spacewatch                                    |
| 382089 | 2011 FU142             | 2 de març de 2011      | Kitt Peak            | Spacewatch                                    |
| 382090 | 2011 FG151             | 25 de febrer de 2007   | Kitt Peak            | Spacewatch                                    |
| 382091 | 2011 GU1               | 16 de desembre de 2009 | Mount Lemmon         | Mt. Lemmon Survey                             |
| 382092 | 2011 GL5               | 17 d'abril de 2007     | Catalina             | CSS                                           |
| 382093 | 2011 GE34              | 12 de maig de 2007     | Mount Lemmon         | Mt. Lemmon Survey                             |
| 382094 | 2011 GA37              | 30 de gener de 2006    | Kitt Peak            | Spacewatch                                    |
| 382095 | 2011 GQ42              | 6 de març de 2011      | Mount Lemmon         | Mt. Lemmon Survey                             |
| 382096 | 2011 GT49              | 9 d'octubre de 2004    | Kitt Peak            | Spacewatch                                    |
| 382097 | 2011 GN50              | 6 d'octubre de 2008    | Mount Lemmon         | Mt. Lemmon Survey                             |
| 382098 | 2011 GT58              | 25 d'abril de 2003     | Kitt Peak            | Spacewatch                                    |
| 382099 | 2011 GA63              | 4 d'octubre de 2004    | Kitt Peak            | Spacewatch                                    |
| 382100 | 2011 GA66              | 11 de març de 2007     | Kitt Peak            | Spacewatch                                    |

## 382101-382200
| Nom    | Designació provisional | Data de descobriment   | Lloc de descobriment | Descobridor/s          |
| ------ | ---------------------- | ---------------------- | -------------------- | ---------------------- |
| 382101 | 2011 GY66              | 15 de gener de 2007    | Kitt Peak            | Spacewatch             |
| 382102 | 2011 GJ67              | 10 de novembre de 2009 | Kitt Peak            | Spacewatch             |
| 382103 | 2011 GQ69              | 1 d'octubre de 2005    | Mount Lemmon         | Mt. Lemmon Survey      |
| 382104 | 2011 GG70              | 20 de novembre de 2009 | Mount Lemmon         | Mt. Lemmon Survey      |
| 382105 | 2011 GO72              | 9 d'octubre de 2007    | Mount Lemmon         | Mt. Lemmon Survey      |
| 382106 | 2011 GQ76              | 10 d'octubre de 2007   | Catalina             | CSS                    |
| 382107 | 2011 HA                | 24 d'abril de 2007     | Kitt Peak            | Spacewatch             |
| 382108 | 2011 HO3               | 20 de novembre de 2009 | Kitt Peak            | Spacewatch             |
| 382109 | 2011 HB15              | 14 d'octubre de 2004   | Kitt Peak            | Spacewatch             |
| 382110 | 2011 HJ15              | 16 de novembre de 2009 | Mount Lemmon         | Mt. Lemmon Survey      |
| 382111 | 2011 HD17              | 11 d'abril de 2007     | Kitt Peak            | Spacewatch             |
| 382112 | 2011 HV27              | 3 de novembre de 2008  | Mount Lemmon         | Mt. Lemmon Survey      |
| 382113 | 2011 HG28              | 8 de març de 2005      | Catalina             | CSS                    |
| 382114 | 2011 HU32              | 21 d'octubre de 2007   | Mount Lemmon         | Mt. Lemmon Survey      |
| 382115 | 2011 HG33              | 22 d'abril de 2007     | Kitt Peak            | Spacewatch             |
| 382116 | 2011 HV36              | 7 d'octubre de 2008    | Mount Lemmon         | Mt. Lemmon Survey      |
| 382117 | 2011 HN56              | 20 de novembre de 2009 | Mount Lemmon         | Mt. Lemmon Survey      |
| 382118 | 2011 HX56              | 21 de desembre de 2000 | Uccle                | T. Pauwels             |
| 382119 | 2011 HN69              | 9 de febrer de 2007    | Kitt Peak            | Spacewatch             |
| 382120 | 2011 HR74              | 10 de març de 2005     | Catalina             | CSS                    |
| 382121 | 2011 HG77              | 14 de setembre de 2007 | Siding Spring        | Siding Spring Survey   |
| 382122 | 2011 HD80              | 25 de febrer de 2006   | Kitt Peak            | Spacewatch             |
| 382123 | 2011 HX81              | 30 d'octubre de 2005   | Mount Lemmon         | Mt. Lemmon Survey      |
| 382124 | 2011 HO84              | 22 de setembre de 2008 | Kitt Peak            | Spacewatch             |
| 382125 | 2011 HE91              | 6 d'octubre de 2008    | Mount Lemmon         | Mt. Lemmon Survey      |
| 382126 | 2011 HP92              | 1 de desembre de 2005  | Kitt Peak            | Spacewatch             |
| 382127 | 2011 HR95              | 22 de novembre de 2009 | Catalina             | CSS                    |
| 382128 | 2011 HX100             | 29 d'octubre de 2008   | Mount Lemmon         | Mt. Lemmon Survey      |
| 382129 | 2011 JV24              | 30 de gener de 2006    | Catalina             | CSS                    |
| 382130 | 2011 JR27              | 1 de novembre de 2008  | Mount Lemmon         | Mt. Lemmon Survey      |
| 382131 | 2011 JS30              | 12 d'octubre de 2007   | Catalina             | CSS                    |
| 382132 | 2011 KN6               | 31 de gener de 2006    | Kitt Peak            | Spacewatch             |
| 382133 | 2011 KP7               | 2 d'abril de 2005      | Catalina             | CSS                    |
| 382134 | 2011 KM12              | 12 de novembre de 2005 | Kitt Peak            | Spacewatch             |
| 382135 | 2011 KJ14              | 30 de novembre de 2008 | Kitt Peak            | Spacewatch             |
| 382136 | 2011 KN21              | 24 de setembre de 2008 | Catalina             | CSS                    |
| 382137 | 2011 KY24              | 27 de setembre de 2008 | Mount Lemmon         | Mt. Lemmon Survey      |
| 382138 | 2011 KC25              | 16 de febrer de 2010   | Mount Lemmon         | Mt. Lemmon Survey      |
| 382139 | 2011 KS27              | 19 d'octubre de 2000   | Kitt Peak            | Spacewatch             |
| 382140 | 2011 KS29              | 18 de novembre de 2008 | Kitt Peak            | Spacewatch             |
| 382141 | 2011 KE30              | 24 de març de 2006     | Siding Spring        | Siding Spring Survey   |
| 382142 | 2011 KE37              | 7 d'abril de 2006      | Catalina             | CSS                    |
| 382143 | 2011 KS44              | 21 de maig de 2011     | Mount Lemmon         | Mt. Lemmon Survey      |
| 382144 | 2011 KX44              | 4 de desembre de 2005  | Kitt Peak            | Spacewatch             |
| 382145 | 2011 LX7               | 10 de novembre de 2004 | Kitt Peak            | Spacewatch             |
| 382146 | 2011 LT21              | 10 de març de 2005     | Kitt Peak            | Spacewatch             |
| 382147 | 2011 LU22              | 28 de maig de 2010     | WISE                 | WISE                   |
| 382148 | 2011 MC3               | 7 de març de 2005      | Socorro              | LINEAR                 |
| 382149 | 2011 MB5               | 23 de gener de 2006    | Mount Lemmon         | Mt. Lemmon Survey      |
| 382150 | 2011 QN3               | 28 de juliol de 2011   | Haleakala            | Pan-STARRS 1           |
| 382151 | 2011 QJ95              | 23 d'abril de 2010     | WISE                 | WISE                   |
| 382152 | 2011 UW404             | 10 de febrer de 1996   | Kitt Peak            | Spacewatch             |
| 382153 | 2012 EX14              | 2 de novembre de 2000  | Socorro              | LINEAR                 |
| 382154 | 2012 FV60              | 18 d'abril de 2005     | Kitt Peak            | Spacewatch             |
| 382155 | 2012 FM67              | 8 de febrer de 2008    | Kitt Peak            | Spacewatch             |
| 382156 | 2012 FD74              | 23 de febrer de 2012   | Mount Lemmon         | Mt. Lemmon Survey      |
| 382157 | 2012 GS18              | 18 de gener de 2005    | Kitt Peak            | Spacewatch             |
| 382158 | 2012 GK33              | 30 de setembre de 2003 | Kitt Peak            | Spacewatch             |
| 382159 | 2012 HX2               | 30 de desembre de 2008 | Catalina             | CSS                    |
| 382160 | 2012 HV39              | 3 de juny de 2005      | Kitt Peak            | Spacewatch             |
| 382161 | 2012 HM41              | 13 de febrer de 2011   | Mount Lemmon         | Mt. Lemmon Survey      |
| 382162 | 2012 HP42              | 16 de setembre de 2003 | Kitt Peak            | Spacewatch             |
| 382163 | 2012 HZ47              | 10 de gener de 2008    | Kitt Peak            | Spacewatch             |
| 382164 | 2012 HX49              | 15 de setembre de 2010 | Mount Lemmon         | Mt. Lemmon Survey      |
| 382165 | 2012 HT63              | 31 de desembre de 2005 | Kitt Peak            | Spacewatch             |
| 382166 | 2012 HY64              | 6 de desembre de 2010  | Kitt Peak            | Spacewatch             |
| 382167 | 2012 HQ73              | 9 d'octubre de 2010    | Catalina             | CSS                    |
| 382168 | 2012 HP79              | 29 d'octubre de 2008   | Kitt Peak            | Spacewatch             |
| 382169 | 2012 JU13              | 15 de gener de 2005    | Kitt Peak            | Spacewatch             |
| 382170 | 2012 JB20              | 4 de març de 2005      | Kitt Peak            | Spacewatch             |
| 382171 | 2012 JB24              | 8 de novembre de 2010  | Mount Lemmon         | Mt. Lemmon Survey      |
| 382172 | 2012 JX24              | 17 de maig de 2009     | Calvin-Rehoboth      | L. A. Molnar           |
| 382173 | 2012 JC25              | 17 de març de 2005     | Kitt Peak            | Spacewatch             |
| 382174 | 2012 JJ25              | 28 de març de 2012     | Mount Lemmon         | Mt. Lemmon Survey      |
| 382175 | 2012 JK25              | 11 de novembre de 2007 | Mount Lemmon         | Mt. Lemmon Survey      |
| 382176 | 2012 JR25              | 11 d'agost de 2004     | Reedy Creek          | J. Broughton           |
| 382177 | 2012 JK33              | 6 de maig de 2008      | Mount Lemmon         | Mt. Lemmon Survey      |
| 382178 | 2012 JH43              | 7 d'octubre de 2002    | Kitt Peak            | Spacewatch             |
| 382179 | 2012 JQ45              | 30 de juliol de 2008   | Siding Spring        | Siding Spring Survey   |
| 382180 | 2012 JG48              | 27 d'octubre de 2009   | Kitt Peak            | Spacewatch             |
| 382181 | 2012 KW4               | 28 de juliol de 2009   | Catalina             | CSS                    |
| 382182 | 2012 KX8               | 17 de gener de 2007    | Kitt Peak            | Spacewatch             |
| 382183 | 2012 KG13              | 16 de desembre de 2009 | Mount Lemmon         | Mt. Lemmon Survey      |
| 382184 | 2012 KU17              | 30 de juliol de 2000   | Socorro              | LINEAR                 |
| 382185 | 2012 KF18              | 18 de maig de 2007     | XuYi                 | PMO NEO Survey Program |
| 382186 | 2012 KX26              | 9 de març de 2002      | Kitt Peak            | Spacewatch             |
| 382187 | 2012 KV31              | 4 de febrer de 2005    | Mount Lemmon         | Mt. Lemmon Survey      |
| 382188 | 2012 KL34              | 10 de novembre de 2004 | Kitt Peak            | Spacewatch             |
| 382189 | 2012 KA43              | 4 de novembre de 2005  | Kitt Peak            | Spacewatch             |
| 382190 | 2012 KJ46              | 26 de febrer de 2007   | Mount Lemmon         | Mt. Lemmon Survey      |
| 382191 | 2012 KS50              | 20 de setembre de 2007 | Catalina             | CSS                    |
| 382192 | 2012 LZ9               | 8 de gener de 2011     | Mount Lemmon         | Mt. Lemmon Survey      |
| 382193 | 2012 LC15              | 21 de novembre de 2008 | Mount Lemmon         | Mt. Lemmon Survey      |
| 382194 | 2012 LK21              | 24 de novembre de 2006 | Mount Lemmon         | Mt. Lemmon Survey      |
| 382195 | 2012 LY22              | 11 de juliol de 2004   | Anderson Mesa        | LONEOS                 |
| 382196 | 2012 MN7               | 4 de juny de 2000      | Socorro              | LINEAR                 |
| 382197 | 2012 OO2               | 10 de febrer de 2002   | Socorro              | LINEAR                 |
| 382198 | 2012 OC3               | 10 de novembre de 2009 | Kitt Peak            | Spacewatch             |
| 382199 | 2012 OC5               | 24 de novembre de 2008 | Kitt Peak            | Spacewatch             |
| 382200 | 2012 OO5               | 30 de març de 2011     | Catalina             | CSS                    |

## 382201-382300
| Nom             | Designació provisional | Data de descobriment   | Lloc de descobriment | Descobridor/s          |
| --------------- | ---------------------- | ---------------------- | -------------------- | ---------------------- |
| 382201          | 2012 OY5               | 13 de juliol de 2004   | Siding Spring        | Siding Spring Survey   |
| 382202          | 2012 PB3               | 10 de setembre de 2007 | Mount Lemmon         | Mt. Lemmon Survey      |
| 382203          | 2012 PC8               | 7 de juny de 2010      | WISE                 | WISE                   |
| 382204          | 2012 PF8               | 13 de setembre de 2007 | Catalina             | CSS                    |
| 382205          | 2012 PS11              | 30 de gener de 2004    | Kitt Peak            | Spacewatch             |
| 382206          | 2012 PH13              | 10 d'abril de 2005     | Kitt Peak            | Spacewatch             |
| 382207          | 2012 PY14              | 18 de març de 2010     | Mount Lemmon         | Mt. Lemmon Survey      |
| 382208          | 2012 PA16              | 18 de desembre de 2004 | Mount Lemmon         | Mt. Lemmon Survey      |
| 382209          | 2012 PQ21              | 16 d'octubre de 2007   | Catalina             | CSS                    |
| 382210          | 2012 PY22              | 3 de setembre de 2007  | Catalina             | CSS                    |
| 382211          | 2012 PQ25              | 6 de febrer de 2007    | Mount Lemmon         | Mt. Lemmon Survey      |
| 382212          | 2012 PK26              | 14 d'octubre de 2007   | Catalina             | CSS                    |
| 382213          | 2012 PM33              | 9 de novembre de 2004  | Catalina             | CSS                    |
| 382214          | 2012 PE35              | 23 de gener de 2006    | Kitt Peak            | Spacewatch             |
| 382215          | 2012 PN36              | 11 d'octubre de 2007   | Mount Lemmon         | Mt. Lemmon Survey      |
| 382216          | 2012 PO38              | 24 d'octubre de 2005   | Mauna Kea            | A. Boattini            |
| 382217          | 2012 PC42              | 26 de gener de 2006    | Mount Lemmon         | Mt. Lemmon Survey      |
| 382218          | 2012 QY19              | 12 de setembre de 2007 | Kitt Peak            | Spacewatch             |
| 382219          | 2012 QE21              | 4 de març de 2005      | Catalina             | CSS                    |
| 382220          | 2012 QE30              | 1 de gener de 2009     | Kitt Peak            | Spacewatch             |
| 382221          | 2012 QD44              | 3 d'octubre de 2008    | Kitt Peak            | Spacewatch             |
| 382222          | 2012 QV47              | 25 d'abril de 2007     | Kitt Peak            | Spacewatch             |
| 382223          | 2012 QV50              | 6 de febrer de 2006    | Mount Lemmon         | Mt. Lemmon Survey      |
| 382224          | 2012 QZ51              | 23 de gener de 2006    | Kitt Peak            | Spacewatch             |
| 382225          | 2012 RN5               | 16 de setembre de 2003 | Kitt Peak            | Spacewatch             |
| 382226          | 2012 RL10              | 21 de setembre de 2008 | Mount Lemmon         | Mt. Lemmon Survey      |
| 382227          | 2012 RA12              | 16 de gener de 2004    | Kitt Peak            | Spacewatch             |
| 382228          | 2012 RL13              | 7 de novembre de 2008  | Mount Lemmon         | Mt. Lemmon Survey      |
| 382229          | 2012 RW13              | 8 de març de 2005      | Mount Lemmon         | Mt. Lemmon Survey      |
| 382230          | 2012 RN18              | 10 de maig de 2005     | Mount Lemmon         | Mt. Lemmon Survey      |
| 382231          | 2012 RH26              | 23 d'octubre de 2003   | Kitt Peak            | Spacewatch             |
| 382232          | 2012 RZ27              | 19 de gener de 2004    | Kitt Peak            | Spacewatch             |
| 382233          | 2012 RY28              | 24 de març de 2006     | Mount Lemmon         | Mt. Lemmon Survey      |
| 382234          | 2012 RE29              | 20 de setembre de 2001 | Socorro              | LINEAR                 |
| 382235          | 2012 RU30              | 13 d'octubre de 2007   | Anderson Mesa        | LONEOS                 |
| 382236          | 2012 SM2               | 7 d'octubre de 2007    | Kitt Peak            | Spacewatch             |
| 382237          | 2012 SA4               | 17 d'abril de 1996     | Kitt Peak            | Spacewatch             |
| 382238 Euphemus | 2012 SN9               | 8 de juliol de 2011    | Mayhill-ISON         | Elenin, L              |
| 382239          | 2012 SR12              | 25 de març de 2006     | Mount Lemmon         | Mt. Lemmon Survey      |
| 382240          | 2012 SQ20              | 21 d'octubre de 2007   | Mount Lemmon         | Mt. Lemmon Survey      |
| 382241          | 2012 SR28              | 8 de març de 2005      | Mount Lemmon         | Mt. Lemmon Survey      |
| 382242          | 2012 SP34              | 13 de setembre de 2007 | Mount Lemmon         | Mt. Lemmon Survey      |
| 382243          | 2012 SV39              | 10 d'octubre de 2007   | Kitt Peak            | Spacewatch             |
| 382244          | 2012 SM40              | 22 d'abril de 2004     | Kitt Peak            | Spacewatch             |
| 382245          | 2012 SU51              | 25 d'agost de 2001     | Ondřejov             | L. Šarounová           |
| 382246          | 2012 SZ59              | 19 d'agost de 2006     | Kitt Peak            | Spacewatch             |
| 382247          | 2012 TV3               | 9 de març de 2005      | Kitt Peak            | Spacewatch             |
| 382248          | 2012 TY4               | 5 d'octubre de 2012    | Haleakala            | Pan-STARRS 1           |
| 382249          | 2012 TO6               | 15 de novembre de 2003 | Kitt Peak            | Spacewatch             |
| 382250          | 2012 TL16              | 16 de març de 2004     | Kitt Peak            | Spacewatch             |
| 382251          | 2012 TJ25              | 22 de setembre de 2012 | Kitt Peak            | Spacewatch             |
| 382252          | 2012 TE26              | 19 de novembre de 2007 | Kitt Peak            | Spacewatch             |
| 382253          | 2012 TK26              | 16 de novembre de 2001 | Kitt Peak            | Spacewatch             |
| 382254          | 2012 TV26              | 17 de desembre de 2003 | Kitt Peak            | Spacewatch             |
| 382255          | 2012 TC35              | 4 de febrer de 2006    | Kitt Peak            | Spacewatch             |
| 382256          | 2012 TU53              | 23 d'octubre de 2003   | Kitt Peak            | Spacewatch             |
| 382257          | 2012 TK59              | 16 de desembre de 2007 | Mount Lemmon         | Mt. Lemmon Survey      |
| 382258          | 2012 TH67              | 14 de desembre de 2001 | Socorro              | LINEAR                 |
| 382259          | 2012 TR79              | 20 d'agost de 2011     | Haleakala            | Pan-STARRS 1           |
| 382260          | 2012 TP91              | 25 d'octubre de 2005   | Kitt Peak            | Spacewatch             |
| 382261          | 2012 TQ94              | 4 de desembre de 2007  | Catalina             | CSS                    |
| 382262          | 2012 TC114             | 18 de gener de 2005    | La Silla             | A. Boattini, H. Scholl |
| 382263          | 2012 TM119             | 28 de setembre de 2006 | Mount Lemmon         | Mt. Lemmon Survey      |
| 382264          | 2012 TO124             | 29 d'agost de 2011     | Haleakala            | Pan-STARRS 1           |
| 382265          | 2012 TF133             | 2 de març de 2006      | Kitt Peak            | Spacewatch             |
| 382266          | 2012 TX134             | 13 d'octubre de 2004   | Kitt Peak            | Spacewatch             |
| 382267          | 2012 TT135             | 20 de desembre de 2004 | Mount Lemmon         | Mt. Lemmon Survey      |
| 382268          | 2012 TN147             | 8 de desembre de 2004  | Socorro              | LINEAR                 |
| 382269          | 2012 TC160             | 9 de desembre de 2004  | Kitt Peak            | Spacewatch             |
| 382270          | 2012 TA174             | 19 de novembre de 2007 | Kitt Peak            | Spacewatch             |
| 382271          | 2012 TM180             | 14 d'abril de 2010     | Catalina             | CSS                    |
| 382272          | 2012 TT181             | 20 de maig de 1999     | Kitt Peak            | Spacewatch             |
| 382273          | 2012 TQ197             | 15 de desembre de 2001 | Socorro              | LINEAR                 |
| 382274          | 2012 TE202             | 16 d'abril de 2004     | Kitt Peak            | Spacewatch             |
| 382275          | 2012 TS204             | 13 d'abril de 2004     | Kitt Peak            | Spacewatch             |
| 382276          | 2012 TO211             | 3 d'octubre de 2003    | Kitt Peak            | Spacewatch             |
| 382277          | 2012 TK218             | 12 de març de 2010     | Kitt Peak            | Spacewatch             |
| 382278          | 2012 TL221             | 13 de febrer de 2004   | Kitt Peak            | Spacewatch             |
| 382279          | 2012 TY225             | 20 de març de 2004     | Socorro              | LINEAR                 |
| 382280          | 2012 TW255             | 2 de març de 2006      | Kitt Peak            | Spacewatch             |
| 382281          | 2012 TC277             | 9 d'octubre de 2007    | Mount Lemmon         | Mt. Lemmon Survey      |
| 382282          | 2012 TL291             | 11 de març de 2005     | Mount Lemmon         | Mt. Lemmon Survey      |
| 382283          | 2012 TJ297             | 14 d'abril de 2004     | Anderson Mesa        | LONEOS                 |
| 382284          | 2012 TN298             | 17 de març de 2004     | Kitt Peak            | Spacewatch             |
| 382285          | 2012 TU305             | 20 d'octubre de 2003   | Kitt Peak            | Spacewatch             |
| 382286          | 2012 TE317             | 24 de setembre de 2006 | Anderson Mesa        | LONEOS                 |
| 382287          | 2012 TD322             | 9 de setembre de 2008  | Catalina             | CSS                    |
| 382288          | 2012 TN322             | 13 de desembre de 2007 | Socorro              | LINEAR                 |
| 382289          | 2012 UO3               | 17 de gener de 2009    | Kitt Peak            | Spacewatch             |
| 382290          | 2012 UJ36              | 28 d'abril de 2004     | Kitt Peak            | Spacewatch             |
| 382291          | 2012 UQ61              | 7 de maig de 2010      | WISE                 | WISE                   |
| 382292          | 2012 UQ104             | 17 de setembre de 2006 | Catalina             | CSS                    |
| 382293          | 2012 UB111             | 19 de novembre de 2007 | Kitt Peak            | Spacewatch             |
| 382294          | 2012 UN160             | 12 de setembre de 2001 | Kitt Peak            | Spacewatch             |
| 382295          | 2012 UW168             | 2 de novembre de 2007  | Mount Lemmon         | Mt. Lemmon Survey      |
| 382296          | 2012 VD39              | 5 de setembre de 2007  | Catalina             | CSS                    |
| 382297          | 2012 VO43              | 22 de febrer de 2010   | WISE                 | WISE                   |
| 382298          | 2012 VS47              | 11 de novembre de 2001 | Kitt Peak            | Spacewatch             |
| 382299          | 2012 VJ65              | 19 de setembre de 2006 | Catalina             | CSS                    |
| 382300          | 2012 VP77              | 19 d'abril de 2006     | Kitt Peak            | Spacewatch             |

## 382301-382400
| Nom    | Designació provisional | Data de descobriment   | Lloc de descobriment | Descobridor/s                                          |
| ------ | ---------------------- | ---------------------- | -------------------- | ------------------------------------------------------ |
| 382301 | 2012 VH97              | 31 d'agost de 2000     | Kitt Peak            | Spacewatch                                             |
| 382302 | 2012 VZ112             | 16 de setembre de 2006 | Catalina             | CSS                                                    |
| 382303 | 2013 BO1               | 23 de desembre de 2000 | Kitt Peak            | Spacewatch                                             |
| 382304 | 2013 OQ5               | 25 de setembre de 2009 | Catalina             | CSS                                                    |
| 382305 | 2013 PV                | 6 d'octubre de 2008    | Mount Lemmon         | Mt. Lemmon Survey                                      |
| 382306 | 2013 PL10              | 23 de setembre de 2008 | Mount Lemmon         | Mt. Lemmon Survey                                      |
| 382307 | 2013 PS10              | 21 de setembre de 2008 | Kitt Peak            | Spacewatch                                             |
| 382308 | 2013 PD12              | 15 de desembre de 2004 | Socorro              | LINEAR                                                 |
| 382309 | 2013 PA34              | 27 de setembre de 2007 | Mount Lemmon         | Mt. Lemmon Survey                                      |
| 382310 | 2013 PG49              | 18 de desembre de 2004 | Mount Lemmon         | Mt. Lemmon Survey                                      |
| 382311 | 2013 QZ76              | 25 de desembre de 1998 | Kitt Peak            | Spacewatch                                             |
| 382312 | 2013 RX32              | 26 de març de 2008     | Mount Lemmon         | Mt. Lemmon Survey                                      |
| 382313 | 2013 RS60              | 22 d'octubre de 2009   | Mount Lemmon         | Mt. Lemmon Survey                                      |
| 382314 | 2013 RK63              | 13 de maig de 2005     | Mount Lemmon         | Mt. Lemmon Survey                                      |
| 382315 | 2013 RO85              | 27 de desembre de 2000 | Kitt Peak            | Spacewatch                                             |
| 382316 | 2013 RK97              | 11 de novembre de 2004 | Kitt Peak            | Spacewatch                                             |
| 382317 | 2013 SH27              | 14 d'abril de 2005     | Kitt Peak            | Spacewatch                                             |
| 382318 | 2013 SX29              | 28 d'agost de 2006     | Catalina             | CSS                                                    |
| 382319 | 2013 SL39              | 10 de març de 2007     | Kitt Peak            | Spacewatch                                             |
| 382320 | 2013 SS51              | 25 de novembre de 2006 | Mount Lemmon         | Mt. Lemmon Survey                                      |
| 382321 | 2013 TR2               | 11 de novembre de 2004 | Kitt Peak            | Spacewatch                                             |
| 382322 | 2013 TT2               | 8 d'octubre de 2007    | Catalina             | CSS                                                    |
| 382323 | 2013 TW3               | 11 d'abril de 2007     | Kitt Peak            | Spacewatch                                             |
| 382324 | 2013 TM7               | 6 d'abril de 2011      | Mount Lemmon         | Mt. Lemmon Survey                                      |
| 382325 | 2013 TH9               | 8 de setembre de 2007  | Anderson Mesa        | LONEOS                                                 |
| 382326 | 2013 TA12              | 8 d'octubre de 2004    | Socorro              | LINEAR                                                 |
| 382327 | 2013 TH28              | 25 de febrer de 2006   | Kitt Peak            | Spacewatch                                             |
| 382328 | 2013 TQ28              | 10 d'abril de 2005     | Kitt Peak            | Spacewatch                                             |
| 382329 | 2013 TX29              | 10 d'octubre de 1999   | Socorro              | LINEAR                                                 |
| 382330 | 2013 TY29              | 25 de setembre de 2008 | Mount Lemmon         | Mt. Lemmon Survey                                      |
| 382331 | 2013 TF30              | 8 de setembre de 2000  | Kitt Peak            | Spacewatch                                             |
| 382332 | 2013 TP30              | 19 de setembre de 1995 | Kitt Peak            | Spacewatch                                             |
| 382333 | 2013 TT30              | 12 de setembre de 2007 | Catalina             | CSS                                                    |
| 382334 | 2013 TZ31              | 11 de novembre de 2006 | Kitt Peak            | Spacewatch                                             |
| 382335 | 2013 TT32              | 27 de novembre de 2009 | Mount Lemmon         | Mt. Lemmon Survey                                      |
| 382336 | 2013 TV32              | 12 d'octubre de 1998   | Kitt Peak            | Spacewatch                                             |
| 382337 | 2013 TC33              | 4 de febrer de 2011    | Haleakala            | Pan-STARRS 1                                           |
| 382338 | 2013 TA39              | 13 d'octubre de 1998   | Kitt Peak            | Spacewatch                                             |
| 382339 | 2013 TW50              | 19 de novembre de 2009 | Kitt Peak            | Spacewatch                                             |
| 382340 | 2013 TB51              | 1 de febrer de 2006    | Mount Lemmon         | Mt. Lemmon Survey                                      |
| 382341 | 2013 TZ52              | 20 de setembre de 2003 | Kitt Peak            | Spacewatch                                             |
| 382342 | 2013 TN53              | 16 de gener de 2005    | Kitt Peak            | Spacewatch                                             |
| 382343 | 2013 TT53              | 4 d'octubre de 2004    | Kitt Peak            | Spacewatch                                             |
| 382344 | 2013 TW55              | 14 d'abril de 2004     | Bergisch Gladbac     | W. Bickel                                              |
| 382345 | 2013 TH62              | 20 de febrer de 2006   | Kitt Peak            | Spacewatch                                             |
| 382346 | 2013 TJ65              | 8 d'agost de 2004      | Socorro              | LINEAR                                                 |
| 382347 | 2013 TN71              | 29 de setembre de 2008 | Mount Lemmon         | Mt. Lemmon Survey                                      |
| 382348 | 2013 TC73              | 14 de setembre de 2006 | Catalina             | CSS                                                    |
| 382349 | 2013 TM73              | 9 d'octubre de 2004    | Anderson Mesa        | LONEOS                                                 |
| 382350 | 2013 TM75              | 22 de setembre de 2009 | Mount Lemmon         | Mt. Lemmon Survey                                      |
| 382351 | 2013 TS75              | 9 de setembre de 1996  | Kitt Peak            | Spacewatch                                             |
| 382352 | 2013 TF76              | 14 de juny de 2007     | Kitt Peak            | Spacewatch                                             |
| 382353 | 2013 TQ76              | 13 de desembre de 2006 | Kitt Peak            | Spacewatch                                             |
| 382354 | 2013 TT78              | 27 de setembre de 2009 | Kitt Peak            | Spacewatch                                             |
| 382355 | 2013 TJ84              | 10 d'abril de 2005     | Kitt Peak            | Spacewatch                                             |
| 382356 | 2013 TO84              | 4 d'octubre de 2004    | Kitt Peak            | Spacewatch                                             |
| 382357 | 2013 TP89              | 7 d'octubre de 2004    | Kitt Peak            | Spacewatch                                             |
| 382358 | 2013 TZ89              | 16 de febrer de 2004   | Socorro              | LINEAR                                                 |
| 382359 | 2013 TO93              | 16 de febrer de 2001   | Kitt Peak            | Spacewatch                                             |
| 382360 | 2013 TP93              | 1 de setembre de 2003  | Socorro              | LINEAR                                                 |
| 382361 | 2013 TR94              | 5 de juliol de 2005    | Mount Lemmon         | Mt. Lemmon Survey                                      |
| 382362 | 2013 TS94              | 22 de maig de 2006     | Kitt Peak            | Spacewatch                                             |
| 382363 | 2013 TT94              | 25 d'agost de 2003     | Socorro              | LINEAR                                                 |
| 382364 | 2013 TZ94              | 3 d'octubre de 2008    | Mount Lemmon         | Mt. Lemmon Survey                                      |
| 382365 | 2013 TD98              | 3 de març de 2006      | Kitt Peak            | Spacewatch                                             |
| 382366 | 2013 TP98              | 25 d'octubre de 2005   | Catalina             | CSS                                                    |
| 382367 | 2013 TT98              | 23 de juliol de 1993   | Kitt Peak            | Spacewatch                                             |
| 382368 | 2013 TX98              | 10 de desembre de 2004 | Kitt Peak            | Spacewatch                                             |
| 382369 | 2013 TZ98              | 31 de març de 2008     | Mount Lemmon         | Mt. Lemmon Survey                                      |
| 382370 | 2013 TF99              | 27 de gener de 2007    | Mount Lemmon         | Mt. Lemmon Survey                                      |
| 382371 | 2013 TU101             | 22 de febrer de 2006   | Mount Lemmon         | Mt. Lemmon Survey                                      |
| 382372 | 2013 TU102             | 11 d'octubre de 2004   | Kitt Peak            | Spacewatch                                             |
| 382373 | 2013 TY103             | 30 de gener de 2011    | Haleakala            | Pan-STARRS 1                                           |
| 382374 | 2013 TV107             | 20 d'octubre de 2006   | Mount Lemmon         | Mt. Lemmon Survey                                      |
| 382375 | 2013 TB108             | 28 de gener de 2007    | Mount Lemmon         | Mt. Lemmon Survey                                      |
| 382376 | 2013 TO109             | 20 de setembre de 2009 | Mount Lemmon         | Mt. Lemmon Survey                                      |
| 382377 | 2013 TB110             | 2 de febrer de 1997    | Kitt Peak            | Spacewatch                                             |
| 382378 | 2013 TW113             | 24 de març de 2006     | Kitt Peak            | Spacewatch                                             |
| 382379 | 2013 TA115             | 26 de novembre de 2009 | Catalina             | CSS                                                    |
| 382380 | 2013 TE120             | 3 de novembre de 2000  | Socorro              | LINEAR                                                 |
| 382381 | 2013 TU121             | 28 de setembre de 2003 | Kitt Peak            | Spacewatch                                             |
| 382382 | 2013 TA122             | 9 d'octubre de 2004    | Kitt Peak            | Spacewatch                                             |
| 382383 | 2013 TE122             | 12 d'abril de 2005     | Mount Lemmon         | Mt. Lemmon Survey                                      |
| 382384 | 2013 TF122             | 7 de maig de 2005      | Mount Lemmon         | Mt. Lemmon Survey                                      |
| 382385 | 2013 TR122             | 3 d'octubre de 1999    | Kitt Peak            | Spacewatch                                             |
| 382386 | 2013 TX124             | 17 de juny de 2005     | Mount Lemmon         | Mt. Lemmon Survey                                      |
| 382387 | 2013 TY126             | 13 de febrer de 2004   | Kitt Peak            | Spacewatch                                             |
| 382388 | 2013 TP127             | 11 d'octubre de 1977   | Palomar              | C. J. van Houten, I. van Houten-Groeneveld, T. Gehrels |
| 382389 | 2013 TL129             | 4 de desembre de 2008  | Kitt Peak            | Spacewatch                                             |
| 382390 | 2013 TC130             | 30 de març de 2012     | Kitt Peak            | Spacewatch                                             |
| 382391 | 2013 TS136             | 24 de setembre de 2000 | Socorro              | LINEAR                                                 |
| 382392 | 2013 TT144             | 19 de desembre de 2003 | Kitt Peak            | Spacewatch                                             |
| 382393 | 2013 VX11              | 30 de gener de 2009    | Catalina             | CSS                                                    |
| 382394 | 3549 P-L               | 17 d'octubre de 1960   | Palomar              | C. J. van Houten, I. van Houten-Groeneveld, T. Gehrels |
| 382395 | 1990 SM                | 22 de setembre de 1990 | Siding Spring        | R. H. McNaught, P. McKenzie                            |
| 382396 | 1991 TB16              | 6 d'octubre de 1991    | Palomar              | A. Lowe                                                |
| 382397 | 1991 VH8               | 4 de novembre de 1991  | Kitt Peak            | Spacewatch                                             |
| 382398 | 1994 SU8               | 28 de setembre de 1994 | Kitt Peak            | Spacewatch                                             |
| 382399 | 1994 SB10              | 28 de setembre de 1994 | Kitt Peak            | Spacewatch                                             |
| 382400 | 1994 SJ10              | 28 de setembre de 1994 | Kitt Peak            | Spacewatch                                             |

## 382401-382500
| Nom    | Designació provisional | Data de descobriment   | Lloc de descobriment | Descobridor/s            |
| ------ | ---------------------- | ---------------------- | -------------------- | ------------------------ |
| 382401 | 1994 UK3               | 26 d'octubre de 1994   | Kitt Peak            | Spacewatch               |
| 382402 | 1995 PR                | 4 d'agost de 1995      | Haleakala            | AMOS                     |
| 382403 | 1995 SN43              | 25 de setembre de 1995 | Kitt Peak            | Spacewatch               |
| 382404 | 1995 SK72              | 20 de setembre de 1995 | Kitt Peak            | Spacewatch               |
| 382405 | 1995 WQ24              | 18 de novembre de 1995 | Kitt Peak            | Spacewatch               |
| 382406 | 1996 AJ1               | 12 de gener de 1996    | Kitt Peak            | Spacewatch               |
| 382407 | 1996 TE5               | 8 d'octubre de 1996    | Prescott             | P. G. Comba              |
| 382408 | 1996 TJ45              | 7 d'octubre de 1996    | Kitt Peak            | Spacewatch               |
| 382409 | 1996 TJ46              | 10 d'octubre de 1996   | Kitt Peak            | Spacewatch               |
| 382410 | 1996 VF18              | 6 de novembre de 1996  | Kitt Peak            | Spacewatch               |
| 382411 | 1997 EP8               | 2 de març de 1997      | Kitt Peak            | Spacewatch               |
| 382412 | 1997 SZ3               | 25 de setembre de 1997 | Pianoro              | V. Goretti               |
| 382413 | 1997 WT12              | 23 de novembre de 1997 | Kitt Peak            | Spacewatch               |
| 382414 | 1998 BC39              | 29 de gener de 1998    | Kitt Peak            | Spacewatch               |
| 382415 | 1998 FJ124             | 24 de març de 1998     | Socorro              | LINEAR                   |
| 382416 | 1998 KU11              | 23 de maig de 1998     | Kitt Peak            | Spacewatch               |
| 382417 | 1998 OF9               | 26 de juliol de 1998   | La Silla             | E. W. Elst               |
| 382418 | 1998 QN                | 17 d'agost de 1998     | Socorro              | LINEAR                   |
| 382419 | 1998 RQ9               | 13 de setembre de 1998 | Kitt Peak            | Spacewatch               |
| 382420 | 1998 RC13              | 14 de setembre de 1998 | Kitt Peak            | Spacewatch               |
| 382421 | 1998 SJ53              | 30 de setembre de 1998 | Kitt Peak            | Spacewatch               |
| 382422 | 1998 TZ3               | 12 d'octubre de 1998   | Kitt Peak            | Spacewatch               |
| 382423 | 1998 TM27              | 15 d'octubre de 1998   | Kitt Peak            | Spacewatch               |
| 382424 | 1998 VS3               | 10 de novembre de 1998 | Caussols             | ODAS                     |
| 382425 | 1998 YQ21              | 26 de desembre de 1998 | Kitt Peak            | Spacewatch               |
| 382426 | 1999 AO14              | 8 de gener de 1999     | Kitt Peak            | Spacewatch               |
| 382427 | 1999 CF3               | 9 de febrer de 1999    | Cloudcroft           | W. Offutt                |
| 382428 | 1999 CR11              | 12 de febrer de 1999   | Socorro              | LINEAR                   |
| 382429 | 1999 FD73              | 20 de març de 1999     | Apache Point         | Sloan Digital Sky Survey |
| 382430 | 1999 RG41              | 13 de setembre de 1999 | Socorro              | LINEAR                   |
| 382431 | 1999 RO102             | 8 de setembre de 1999  | Socorro              | LINEAR                   |
| 382432 | 1999 RY187             | 9 de setembre de 1999  | Socorro              | LINEAR                   |
| 382433 | 1999 TZ51              | 4 d'octubre de 1999    | Kitt Peak            | Spacewatch               |
| 382434 | 1999 TD72              | 9 d'octubre de 1999    | Kitt Peak            | Spacewatch               |
| 382435 | 1999 TW125             | 4 d'octubre de 1999    | Socorro              | LINEAR                   |
| 382436 | 1999 TA188             | 12 d'octubre de 1999   | Socorro              | LINEAR                   |
| 382437 | 1999 TF212             | 15 d'octubre de 1999   | Socorro              | LINEAR                   |
| 382438 | 1999 TK271             | 3 d'octubre de 1999    | Socorro              | LINEAR                   |
| 382439 | 1999 TA316             | 9 d'octubre de 1999    | Kitt Peak            | Spacewatch               |
| 382440 | 1999 VV14              | 2 de novembre de 1999  | Kitt Peak            | Spacewatch               |
| 382441 | 1999 VF181             | 9 de novembre de 1999  | Socorro              | LINEAR                   |
| 382442 | 1999 VV214             | 1 de novembre de 1999  | Kitt Peak            | Spacewatch               |
| 382443 | 1999 XV112             | 11 de desembre de 1999 | Socorro              | LINEAR                   |
| 382444 | 1999 YK2               | 16 de desembre de 1999 | Kitt Peak            | Spacewatch               |
| 382445 | 1999 YB14              | 31 de desembre de 1999 | Kitt Peak            | Spacewatch               |
| 382446 | 2000 BW27              | 30 de gener de 2000    | Socorro              | LINEAR                   |
| 382447 | 2000 DZ36              | 25 de febrer de 2000   | Catalina             | CSS                      |
| 382448 | 2000 KU1               | 26 de maig de 2000     | Prescott             | P. G. Comba              |
| 382449 | 2000 NH1               | 3 de juliol de 2000    | Kitt Peak            | Spacewatch               |
| 382450 | 2000 OT30              | 30 de juliol de 2000   | Socorro              | LINEAR                   |
| 382451 | 2000 PJ27              | 3 d'agost de 2000      | Kitt Peak            | Spacewatch               |
| 382452 | 2000 QS9               | 24 d'agost de 2000     | Bergisch Gladbac     | W. Bickel                |
| 382453 | 2000 QY15              | 24 d'agost de 2000     | Socorro              | LINEAR                   |
| 382454 | 2000 QX67              | 28 d'agost de 2000     | Socorro              | LINEAR                   |
| 382455 | 2000 QD68              | 28 d'agost de 2000     | Socorro              | LINEAR                   |
| 382456 | 2000 QV84              | 25 d'agost de 2000     | Socorro              | LINEAR                   |
| 382457 | 2000 QO122             | 25 d'agost de 2000     | Socorro              | LINEAR                   |
| 382458 | 2000 RV74              | 3 de setembre de 2000  | Socorro              | LINEAR                   |
| 382459 | 2000 ST20              | 23 de setembre de 2000 | Socorro              | LINEAR                   |
| 382460 | 2000 SX47              | 23 de setembre de 2000 | Socorro              | LINEAR                   |
| 382461 | 2000 SS66              | 24 de setembre de 2000 | Socorro              | LINEAR                   |
| 382462 | 2000 SM89              | 28 de setembre de 2000 | Socorro              | LINEAR                   |
| 382463 | 2000 SG90              | 22 de setembre de 2000 | Socorro              | LINEAR                   |
| 382464 | 2000 SA95              | 23 de setembre de 2000 | Socorro              | LINEAR                   |
| 382465 | 2000 SX199             | 24 de setembre de 2000 | Socorro              | LINEAR                   |
| 382466 | 2000 SW223             | 27 de setembre de 2000 | Socorro              | LINEAR                   |
| 382467 | 2000 SF279             | 30 de setembre de 2000 | Socorro              | LINEAR                   |
| 382468 | 2000 SW302             | 28 de setembre de 2000 | Socorro              | LINEAR                   |
| 382469 | 2000 TQ23              | 21 de setembre de 2000 | Kitt Peak            | Spacewatch               |
| 382470 | 2000 TO26              | 2 d'octubre de 2000    | Socorro              | LINEAR                   |
| 382471 | 2000 US19              | 31 d'octubre de 2000   | Oaxaca               | J. M. Roe                |
| 382472 | 2000 UY29              | 25 d'octubre de 2000   | Socorro              | LINEAR                   |
| 382473 | 2000 UN52              | 24 d'octubre de 2000   | Socorro              | LINEAR                   |
| 382474 | 2000 VF58              | 3 de novembre de 2000  | Socorro              | LINEAR                   |
| 382475 | 2000 WG116             | 20 de novembre de 2000 | Socorro              | LINEAR                   |
| 382476 | 2000 WC190             | 18 de novembre de 2000 | Anderson Mesa        | LONEOS                   |
| 382477 | 2000 WA192             | 19 de novembre de 2000 | Anderson Mesa        | LONEOS                   |
| 382478 | 2000 XB37              | 5 de desembre de 2000  | Socorro              | LINEAR                   |
| 382479 | 2000 XM40              | 5 de desembre de 2000  | Socorro              | LINEAR                   |
| 382480 | 2000 YD1               | 16 de desembre de 2000 | Kitt Peak            | Spacewatch               |
| 382481 | 2000 YT4               | 20 de desembre de 2000 | Kitt Peak            | Spacewatch               |
| 382482 | 2001 AF6               | 2 de gener de 2001     | Socorro              | LINEAR                   |
| 382483 | 2001 AK17              | 2 de gener de 2001     | Socorro              | LINEAR                   |
| 382484 | 2001 AO25              | 5 de gener de 2001     | Socorro              | LINEAR                   |
| 382485 | 2001 BL3               | 17 de gener de 2001    | Socorro              | LINEAR                   |
| 382486 | 2001 CX19              | 3 de febrer de 2001    | Prescott             | P. G. Comba              |
| 382487 | 2001 DQ58              | 18 de febrer de 2001   | Haleakala            | NEAT                     |
| 382488 | 2001 DE79              | 22 de febrer de 2001   | Socorro              | LINEAR                   |
| 382489 | 2001 FW108             | 18 de març de 2001     | Socorro              | LINEAR                   |
| 382490 | 2001 GU8               | 16 de febrer de 2001   | Socorro              | LINEAR                   |
| 382491 | 2001 NW17              | 3 de juliol de 2001    | Haleakala            | NEAT                     |
| 382492 | 2001 OQ16              | 22 de juliol de 2001   | Palomar              | NEAT                     |
| 382493 | 2001 PF10              | 8 d'agost de 2001      | Haleakala            | NEAT                     |
| 382494 | 2001 PX45              | 12 d'agost de 2001     | Palomar              | NEAT                     |
| 382495 | 2001 QH1               | 16 d'agost de 2001     | Socorro              | LINEAR                   |
| 382496 | 2001 QX110             | 24 d'agost de 2001     | Ondřejov             | P. Kušnirák, P. Pravec   |
| 382497 | 2001 QT129             | 20 d'agost de 2001     | Socorro              | LINEAR                   |
| 382498 | 2001 QM150             | 26 d'agost de 2001     | Prescott             | P. G. Comba              |
| 382499 | 2001 QV175             | 23 d'agost de 2001     | Kitt Peak            | Spacewatch               |
| 382500 | 2001 QV214             | 23 d'agost de 2001     | Anderson Mesa        | LONEOS                   |

## 382501-382600
| Nom    | Designació provisional | Data de descobriment   | Lloc de descobriment | Descobridor/s              |
| ------ | ---------------------- | ---------------------- | -------------------- | -------------------------- |
| 382501 | 2001 QW280             | 19 d'agost de 2001     | Socorro              | LINEAR                     |
| 382502 | 2001 RR5               | 9 de setembre de 2001  | Desert Eagle         | W. K. Y. Yeung             |
| 382503 | 2001 RE8               | 8 de setembre de 2001  | Socorro              | LINEAR                     |
| 382504 | 2001 RP19              | 7 de setembre de 2001  | Socorro              | LINEAR                     |
| 382505 | 2001 RF56              | 12 de setembre de 2001 | Socorro              | LINEAR                     |
| 382506 | 2001 RU127             | 12 de setembre de 2001 | Socorro              | LINEAR                     |
| 382507 | 2001 SN1               | 17 de setembre de 2001 | Desert Eagle         | W. K. Y. Yeung             |
| 382508 | 2001 SX7               | 18 de setembre de 2001 | Kitt Peak            | Spacewatch                 |
| 382509 | 2001 SC14              | 16 de setembre de 2001 | Socorro              | LINEAR                     |
| 382510 | 2001 SK18              | 16 de setembre de 2001 | Socorro              | LINEAR                     |
| 382511 | 2001 SV24              | 16 de setembre de 2001 | Socorro              | LINEAR                     |
| 382512 | 2001 SL30              | 16 de setembre de 2001 | Socorro              | LINEAR                     |
| 382513 | 2001 SR89              | 20 de setembre de 2001 | Socorro              | LINEAR                     |
| 382514 | 2001 ST102             | 20 de setembre de 2001 | Socorro              | LINEAR                     |
| 382515 | 2001 SQ103             | 20 de setembre de 2001 | Socorro              | LINEAR                     |
| 382516 | 2001 SE123             | 16 de setembre de 2001 | Socorro              | LINEAR                     |
| 382517 | 2001 SY127             | 16 de setembre de 2001 | Socorro              | LINEAR                     |
| 382518 | 2001 SG156             | 17 de setembre de 2001 | Socorro              | LINEAR                     |
| 382519 | 2001 SO172             | 16 de setembre de 2001 | Socorro              | LINEAR                     |
| 382520 | 2001 SZ173             | 16 de setembre de 2001 | Socorro              | LINEAR                     |
| 382521 | 2001 SB190             | 19 de setembre de 2001 | Socorro              | LINEAR                     |
| 382522 | 2001 SS212             | 19 de setembre de 2001 | Socorro              | LINEAR                     |
| 382523 | 2001 SZ227             | 19 de setembre de 2001 | Socorro              | LINEAR                     |
| 382524 | 2001 SA230             | 19 de setembre de 2001 | Socorro              | LINEAR                     |
| 382525 | 2001 SU247             | 19 de setembre de 2001 | Socorro              | LINEAR                     |
| 382526 | 2001 SY264             | 25 de setembre de 2001 | Desert Eagle         | W. K. Y. Yeung             |
| 382527 | 2001 SN269             | 19 de setembre de 2001 | Kitt Peak            | Spacewatch                 |
| 382528 | 2001 SU303             | 20 de setembre de 2001 | Socorro              | LINEAR                     |
| 382529 | 2001 SE313             | 21 de setembre de 2001 | Socorro              | LINEAR                     |
| 382530 | 2001 SG332             | 19 de setembre de 2001 | Kitt Peak            | Spacewatch                 |
| 382531 | 2001 TK47              | 14 d'octubre de 2001   | Cima Ekar            | Asiago-DLR Asteroid Survey |
| 382532 | 2001 TA53              | 13 d'octubre de 2001   | Socorro              | LINEAR                     |
| 382533 | 2001 TZ57              | 13 d'octubre de 2001   | Socorro              | LINEAR                     |
| 382534 | 2001 TM147             | 10 d'octubre de 2001   | Palomar              | NEAT                       |
| 382535 | 2001 TM156             | 14 d'octubre de 2001   | Kitt Peak            | Spacewatch                 |
| 382536 | 2001 TR158             | 11 d'octubre de 2001   | Palomar              | NEAT                       |
| 382537 | 2001 TF159             | 11 d'octubre de 2001   | Palomar              | NEAT                       |
| 382538 | 2001 TP173             | 14 d'octubre de 2001   | Socorro              | LINEAR                     |
| 382539 | 2001 TM178             | 14 d'octubre de 2001   | Socorro              | LINEAR                     |
| 382540 | 2001 TS223             | 14 d'octubre de 2001   | Socorro              | LINEAR                     |
| 382541 | 2001 TG239             | 15 d'octubre de 2001   | Palomar              | NEAT                       |
| 382542 | 2001 UJ28              | 16 d'octubre de 2001   | Socorro              | LINEAR                     |
| 382543 | 2001 UH41              | 17 d'octubre de 2001   | Socorro              | LINEAR                     |
| 382544 | 2001 UY79              | 20 d'octubre de 2001   | Socorro              | LINEAR                     |
| 382545 | 2001 UF106             | 20 d'octubre de 2001   | Socorro              | LINEAR                     |
| 382546 | 2001 UR126             | 17 d'octubre de 2001   | Socorro              | LINEAR                     |
| 382547 | 2001 UQ129             | 20 d'octubre de 2001   | Socorro              | LINEAR                     |
| 382548 | 2001 UP182             | 16 d'octubre de 2001   | Socorro              | LINEAR                     |
| 382549 | 2001 UK186             | 17 d'octubre de 2001   | Socorro              | LINEAR                     |
| 382550 | 2001 UP209             | 20 d'octubre de 2001   | Palomar              | NEAT                       |
| 382551 | 2001 VO1               | 9 de novembre de 2001  | Palomar              | NEAT                       |
| 382552 | 2001 VT53              | 10 de novembre de 2001 | Socorro              | LINEAR                     |
| 382553 | 2001 VM69              | 15 d'octubre de 2001   | Socorro              | LINEAR                     |
| 382554 | 2001 VG111             | 12 de novembre de 2001 | Socorro              | LINEAR                     |
| 382555 | 2001 VX117             | 12 de novembre de 2001 | Socorro              | LINEAR                     |
| 382556 | 2001 VF124             | 9 de novembre de 2001  | Socorro              | LINEAR                     |
| 382557 | 2001 WQ64              | 20 de novembre de 2001 | Socorro              | LINEAR                     |
| 382558 | 2001 XO34              | 9 de desembre de 2001  | Socorro              | LINEAR                     |
| 382559 | 2001 XW159             | 14 de desembre de 2001 | Socorro              | LINEAR                     |
| 382560 | 2001 XG215             | 13 de desembre de 2001 | Socorro              | LINEAR                     |
| 382561 | 2001 XL218             | 15 de desembre de 2001 | Socorro              | LINEAR                     |
| 382562 | 2001 XE243             | 14 de desembre de 2001 | Socorro              | LINEAR                     |
| 382563 | 2001 XQ264             | 14 de desembre de 2001 | Socorro              | LINEAR                     |
| 382564 | 2001 YA37              | 18 de desembre de 2001 | Socorro              | LINEAR                     |
| 382565 | 2002 AM40              | 9 de gener de 2002     | Socorro              | LINEAR                     |
| 382566 | 2002 AK50              | 9 de gener de 2002     | Socorro              | LINEAR                     |
| 382567 | 2002 AB53              | 9 de gener de 2002     | Socorro              | LINEAR                     |
| 382568 | 2002 AA55              | 9 de gener de 2002     | Socorro              | LINEAR                     |
| 382569 | 2002 AX67              | 9 de gener de 2002     | Kitt Peak            | Spacewatch                 |
| 382570 | 2002 AM86              | 9 de gener de 2002     | Socorro              | LINEAR                     |
| 382571 | 2002 AY126             | 13 de gener de 2002    | Socorro              | LINEAR                     |
| 382572 | 2002 AJ149             | 14 de gener de 2002    | Socorro              | LINEAR                     |
| 382573 | 2002 AK174             | 14 de gener de 2002    | Socorro              | LINEAR                     |
| 382574 | 2002 AQ195             | 13 de gener de 2002    | Kitt Peak            | Spacewatch                 |
| 382575 | 2002 BT12              | 20 de gener de 2002    | Kitt Peak            | Spacewatch                 |
| 382576 | 2002 BX26              | 17 de gener de 2002    | Palomar              | NEAT                       |
| 382577 | 2002 CY67              | 7 de febrer de 2002    | Socorro              | LINEAR                     |
| 382578 | 2002 CJ97              | 7 de febrer de 2002    | Socorro              | LINEAR                     |
| 382579 | 2002 CZ126             | 7 de febrer de 2002    | Socorro              | LINEAR                     |
| 382580 | 2002 CR150             | 10 de febrer de 2002   | Socorro              | LINEAR                     |
| 382581 | 2002 CS150             | 10 de febrer de 2002   | Socorro              | LINEAR                     |
| 382582 | 2002 CX152             | 11 de febrer de 2002   | Socorro              | LINEAR                     |
| 382583 | 2002 CQ166             | 8 de febrer de 2002    | Socorro              | LINEAR                     |
| 382584 | 2002 CP194             | 10 de febrer de 2002   | Socorro              | LINEAR                     |
| 382585 | 2002 CM207             | 10 de febrer de 2002   | Socorro              | LINEAR                     |
| 382586 | 2002 CC214             | 10 de febrer de 2002   | Socorro              | LINEAR                     |
| 382587 | 2002 CL229             | 8 de febrer de 2002    | Kitt Peak            | Spacewatch                 |
| 382588 | 2002 CE234             | 12 de febrer de 2002   | Palomar              | NEAT                       |
| 382589 | 2002 CW261             | 5 de febrer de 2002    | Palomar              | NEAT                       |
| 382590 | 2002 CJ288             | 10 de febrer de 2002   | Socorro              | LINEAR                     |
| 382591 | 2002 CT301             | 12 de febrer de 2002   | Socorro              | LINEAR                     |
| 382592 | 2002 CO302             | 12 de febrer de 2002   | Socorro              | LINEAR                     |
| 382593 | 2002 CB306             | 4 de febrer de 2002    | Palomar              | NEAT                       |
| 382594 | 2002 DH17              | 20 de febrer de 2002   | Anderson Mesa        | LONEOS                     |
| 382595 | 2002 DD18              | 20 de febrer de 2002   | Socorro              | LINEAR                     |
| 382596 | 2002 EY1               | 5 de març de 2002      | Nashville            | R. Clingan                 |
| 382597 | 2002 EL57              | 13 de març de 2002     | Socorro              | LINEAR                     |
| 382598 | 2002 EG96              | 10 de març de 2002     | Kitt Peak            | Spacewatch                 |
| 382599 | 2002 EL111             | 9 de març de 2002      | Anderson Mesa        | LONEOS                     |
| 382600 | 2002 EG122             | 12 de març de 2002     | Palomar              | NEAT                       |

## 382601-382700
| Nom    | Designació provisional | Data de descobriment   | Lloc de descobriment | Descobridor/s            |
| ------ | ---------------------- | ---------------------- | -------------------- | ------------------------ |
| 382601 | 2002 EK124             | 12 de març de 2002     | Kitt Peak            | Spacewatch               |
| 382602 | 2002 GW11              | 15 d'abril de 2002     | Desert Eagle         | W. K. Y. Yeung           |
| 382603 | 2002 GA68              | 8 d'abril de 2002      | Palomar              | NEAT                     |
| 382604 | 2002 GC75              | 9 d'abril de 2002      | Palomar              | NEAT                     |
| 382605 | 2002 GU85              | 10 d'abril de 2002     | Palomar              | NEAT                     |
| 382606 | 2002 JY3               | 5 de maig de 2002      | Socorro              | LINEAR                   |
| 382607 | 2002 JA108             | 14 de maig de 2002     | Palomar              | NEAT                     |
| 382608 | 2002 LW22              | 8 de juny de 2002      | Socorro              | LINEAR                   |
| 382609 | 2002 LQ29              | 9 de juny de 2002      | Haleakala            | NEAT                     |
| 382610 | 2002 LJ30              | 1 de juny de 2002      | Palomar              | NEAT                     |
| 382611 | 2002 NA16              | 5 de juliol de 2002    | Socorro              | LINEAR                   |
| 382612 | 2002 NH48              | 14 de juliol de 2002   | Palomar              | NEAT                     |
| 382613 | 2002 NW61              | 13 de juliol de 2002   | Socorro              | LINEAR                   |
| 382614 | 2002 NN70              | 9 de juliol de 2002    | Palomar              | NEAT                     |
| 382615 | 2002 NM71              | 8 de juliol de 2002    | Palomar              | NEAT                     |
| 382616 | 2002 OX7               | 21 de juliol de 2002   | Palomar              | NEAT                     |
| 382617 | 2002 OK20              | 28 de juliol de 2002   | Palomar              | NEAT                     |
| 382618 | 2002 OL34              | 29 de juliol de 2002   | Palomar              | NEAT                     |
| 382619 | 2002 PB31              | 6 d'agost de 2002      | Palomar              | NEAT                     |
| 382620 | 2002 PX32              | 6 d'agost de 2002      | Palomar              | NEAT                     |
| 382621 | 2002 PS78              | 11 d'agost de 2002     | Palomar              | NEAT                     |
| 382622 | 2002 PF88              | 12 d'agost de 2002     | Socorro              | LINEAR                   |
| 382623 | 2002 PE113             | 12 d'agost de 2002     | Socorro              | LINEAR                   |
| 382624 | 2002 PY124             | 13 d'agost de 2002     | Anderson Mesa        | LONEOS                   |
| 382625 | 2002 PC130             | 7 d'agost de 2002      | Palomar              | NEAT                     |
| 382626 | 2002 PU153             | 8 d'agost de 2002      | Palomar              | NEAT                     |
| 382627 | 2002 PB167             | 8 d'agost de 2002      | Palomar              | NEAT                     |
| 382628 | 2002 PA182             | 15 d'agost de 2002     | Palomar              | NEAT                     |
| 382629 | 2002 PA190             | 15 d'agost de 2002     | Palomar              | NEAT                     |
| 382630 | 2002 QC9               | 19 d'agost de 2002     | Palomar              | NEAT                     |
| 382631 | 2002 QQ14              | 26 d'agost de 2002     | Palomar              | NEAT                     |
| 382632 | 2002 QN21              | 26 d'agost de 2002     | Palomar              | NEAT                     |
| 382633 | 2002 QP75              | 18 d'agost de 2002     | Palomar              | NEAT                     |
| 382634 | 2002 QJ82              | 30 d'agost de 2002     | Palomar              | NEAT                     |
| 382635 | 2002 QB86              | 17 d'agost de 2002     | Palomar              | NEAT                     |
| 382636 | 2002 QP103             | 18 d'agost de 2002     | Palomar              | NEAT                     |
| 382637 | 2002 QO114             | 28 d'agost de 2002     | Palomar              | NEAT                     |
| 382638 | 2002 QJ134             | 30 d'agost de 2002     | Palomar              | NEAT                     |
| 382639 | 2002 QX137             | 17 d'agost de 2002     | Palomar              | NEAT                     |
| 382640 | 2002 QH140             | 20 d'agost de 2002     | Palomar              | NEAT                     |
| 382641 | 2002 RX5               | 4 de setembre de 2002  | Palomar              | NEAT                     |
| 382642 | 2002 RP53              | 5 de setembre de 2002  | Socorro              | LINEAR                   |
| 382643 | 2002 RT126             | 9 de setembre de 2002  | Palomar              | NEAT                     |
| 382644 | 2002 RC134             | 10 de setembre de 2002 | Palomar              | NEAT                     |
| 382645 | 2002 RE142             | 11 de setembre de 2002 | Palomar              | NEAT                     |
| 382646 | 2002 RN175             | 13 de setembre de 2002 | Palomar              | NEAT                     |
| 382647 | 2002 RB178             | 13 de setembre de 2002 | Palomar              | NEAT                     |
| 382648 | 2002 RC188             | 12 de setembre de 2002 | Palomar              | NEAT                     |
| 382649 | 2002 RJ215             | 13 de setembre de 2002 | Socorro              | LINEAR                   |
| 382650 | 2002 RW271             | 4 de setembre de 2002  | Palomar              | NEAT                     |
| 382651 | 2002 RB280             | 14 de setembre de 2002 | Palomar              | NEAT                     |
| 382652 | 2002 SS3               | 26 de setembre de 2002 | Palomar              | NEAT                     |
| 382653 | 2002 SV11              | 27 de setembre de 2002 | Palomar              | NEAT                     |
| 382654 | 2002 SS46              | 29 de setembre de 2002 | Haleakala            | NEAT                     |
| 382655 | 2002 SY63              | 27 de setembre de 2002 | Palomar              | NEAT                     |
| 382656 | 2002 SW67              | 26 de setembre de 2002 | Palomar              | NEAT                     |
| 382657 | 2002 TD9               | 1 d'octubre de 2002    | Črni Vrh             | Crni Vrh                 |
| 382658 | 2002 TU24              | 2 d'octubre de 2002    | Socorro              | LINEAR                   |
| 382659 | 2002 TK61              | 3 d'octubre de 2002    | Campo Imperatore     | CINEOS                   |
| 382660 | 2002 TK80              | 1 d'octubre de 2002    | Anderson Mesa        | LONEOS                   |
| 382661 | 2002 TT88              | 3 d'octubre de 2002    | Palomar              | NEAT                     |
| 382662 | 2002 TL94              | 3 d'octubre de 2002    | Socorro              | LINEAR                   |
| 382663 | 2002 TB98              | 1 d'octubre de 1995    | Kitt Peak            | Spacewatch               |
| 382664 | 2002 TD101             | 4 d'octubre de 2002    | Socorro              | LINEAR                   |
| 382665 | 2002 TG101             | 4 d'octubre de 2002    | Socorro              | LINEAR                   |
| 382666 | 2002 TL101             | 4 d'octubre de 2002    | Socorro              | LINEAR                   |
| 382667 | 2002 TZ107             | 1 d'octubre de 2002    | Anderson Mesa        | LONEOS                   |
| 382668 | 2002 TG121             | 3 d'octubre de 2002    | Palomar              | NEAT                     |
| 382669 | 2002 TA126             | 4 d'octubre de 2002    | Palomar              | NEAT                     |
| 382670 | 2002 TQ147             | 4 d'octubre de 2002    | Palomar              | NEAT                     |
| 382671 | 2002 TQ155             | 5 d'octubre de 2002    | Palomar              | NEAT                     |
| 382672 | 2002 TG205             | 4 d'octubre de 2002    | Socorro              | LINEAR                   |
| 382673 | 2002 TP210             | 7 d'octubre de 2002    | Socorro              | LINEAR                   |
| 382674 | 2002 TH224             | 8 d'octubre de 2002    | Anderson Mesa        | LONEOS                   |
| 382675 | 2002 TG286             | 10 d'octubre de 2002   | Socorro              | LINEAR                   |
| 382676 | 2002 TL287             | 10 d'octubre de 2002   | Socorro              | LINEAR                   |
| 382677 | 2002 TG314             | 4 d'octubre de 2002    | Apache Point         | Sloan Digital Sky Survey |
| 382678 | 2002 TT346             | 5 d'octubre de 2002    | Apache Point         | Sloan Digital Sky Survey |
| 382679 | 2002 TP370             | 10 d'octubre de 2002   | Apache Point         | Sloan Digital Sky Survey |
| 382680 | 2002 TO381             | 9 d'octubre de 2002    | Palomar              | NEAT                     |
| 382681 | 2002 UD4               | 28 d'octubre de 2002   | Socorro              | LINEAR                   |
| 382682 | 2002 UK51              | 29 d'octubre de 2002   | Apache Point         | Sloan Digital Sky Survey |
| 382683 | 2002 UL60              | 29 d'octubre de 2002   | Apache Point         | Sloan Digital Sky Survey |
| 382684 | 2002 UJ71              | 16 d'octubre de 2002   | Palomar              | NEAT                     |
| 382685 | 2002 UW75              | 31 d'octubre de 2002   | Palomar              | NEAT                     |
| 382686 | 2002 VZ14              | 6 de novembre de 2002  | Needville            | Needville                |
| 382687 | 2002 VH25              | 5 de novembre de 2002  | Socorro              | LINEAR                   |
| 382688 | 2002 VH26              | 5 de novembre de 2002  | Socorro              | LINEAR                   |
| 382689 | 2002 VK27              | 5 de novembre de 2002  | Socorro              | LINEAR                   |
| 382690 | 2002 VN51              | 6 de novembre de 2002  | Anderson Mesa        | LONEOS                   |
| 382691 | 2002 VS60              | 3 de novembre de 2002  | Haleakala            | NEAT                     |
| 382692 | 2002 VT60              | 4 de novembre de 2002  | Palomar              | NEAT                     |
| 382693 | 2002 VY60              | 5 de novembre de 2002  | Socorro              | LINEAR                   |
| 382694 | 2002 VM66              | 6 de novembre de 2002  | Socorro              | LINEAR                   |
| 382695 | 2002 VK71              | 7 de novembre de 2002  | Socorro              | LINEAR                   |
| 382696 | 2002 VU88              | 11 de novembre de 2002 | Anderson Mesa        | LONEOS                   |
| 382697 | 2002 VR91              | 12 de novembre de 2002 | Anderson Mesa        | LONEOS                   |
| 382698 | 2002 VL92              | 12 de novembre de 2002 | Socorro              | LINEAR                   |
| 382699 | 2002 VW100             | 11 de novembre de 2002 | Anderson Mesa        | LONEOS                   |
| 382700 | 2002 VK114             | 13 de novembre de 2002 | Palomar              | NEAT                     |

## 382701-382800
| Nom    | Designació provisional | Data de descobriment   | Lloc de descobriment | Descobridor/s            |
| ------ | ---------------------- | ---------------------- | -------------------- | ------------------------ |
| 382701 | 2002 VR135             | 7 de novembre de 2002  | Kitt Peak            | M. W. Buie               |
| 382702 | 2002 VU137             | 13 de novembre de 2002 | Palomar              | A. Lowe                  |
| 382703 | 2002 VX139             | 13 de novembre de 2002 | Apache Point         | Sloan Digital Sky Survey |
| 382704 | 2002 VJ142             | 5 de novembre de 2002  | Palomar              | NEAT                     |
| 382705 | 2002 VR146             | 4 de novembre de 2002  | Palomar              | NEAT                     |
| 382706 | 2002 VE147             | 13 de novembre de 2002 | Palomar              | NEAT                     |
| 382707 | 2002 WD19              | 24 de novembre de 2002 | Palomar              | S. F. Hönig              |
| 382708 | 2002 WR21              | 24 de novembre de 2002 | Palomar              | NEAT                     |
| 382709 | 2002 WX22              | 24 de novembre de 2002 | Palomar              | NEAT                     |
| 382710 | 2002 WP25              | 24 de novembre de 2002 | Palomar              | NEAT                     |
| 382711 | 2002 WM27              | 24 de novembre de 2002 | Palomar              | NEAT                     |
| 382712 | 2002 WM29              | 16 de novembre de 2002 | Palomar              | NEAT                     |
| 382713 | 2002 XB1               | 1 de desembre de 2002  | Nashville            | R. Clingan               |
| 382714 | 2002 XJ2               | 1 de desembre de 2002  | Socorro              | LINEAR                   |
| 382715 | 2002 XJ17              | 14 de novembre de 2002 | Socorro              | LINEAR                   |
| 382716 | 2002 XW41              | 6 de desembre de 2002  | Socorro              | LINEAR                   |
| 382717 | 2002 XG43              | 10 de desembre de 2002 | Palomar              | NEAT                     |
| 382718 | 2002 XR50              | 10 de desembre de 2002 | Socorro              | LINEAR                   |
| 382719 | 2002 XU64              | 11 de desembre de 2002 | Socorro              | LINEAR                   |
| 382720 | 2002 XO79              | 11 de desembre de 2002 | Socorro              | LINEAR                   |
| 382721 | 2002 XH82              | 11 de desembre de 2002 | Socorro              | LINEAR                   |
| 382722 | 2002 XR90              | 3 de desembre de 2002  | Uccle                | T. Pauwels               |
| 382723 | 2002 XK119             | 10 de desembre de 2002 | Palomar              | NEAT                     |
| 382724 | 2002 YR8               | 31 de desembre de 2002 | Socorro              | LINEAR                   |
| 382725 | 2002 YT24              | 31 de desembre de 2002 | Socorro              | LINEAR                   |
| 382726 | 2002 YG26              | 31 de desembre de 2002 | Socorro              | LINEAR                   |
| 382727 | 2003 AR3               | 2 de gener de 2003     | Socorro              | LINEAR                   |
| 382728 | 2003 AD21              | 5 de gener de 2003     | Socorro              | LINEAR                   |
| 382729 | 2003 AV25              | 4 de gener de 2003     | Socorro              | LINEAR                   |
| 382730 | 2003 AG33              | 5 de gener de 2003     | Socorro              | LINEAR                   |
| 382731 | 2003 AN42              | 7 de gener de 2003     | Socorro              | LINEAR                   |
| 382732 | 2003 AF43              | 5 de desembre de 2002  | Socorro              | LINEAR                   |
| 382733 | 2003 AN51              | 5 de desembre de 2002  | Socorro              | LINEAR                   |
| 382734 | 2003 AZ63              | 8 de gener de 2003     | Socorro              | LINEAR                   |
| 382735 | 2003 AJ70              | 9 de gener de 2003     | Socorro              | LINEAR                   |
| 382736 | 2003 AG82              | 13 de gener de 2003    | Socorro              | LINEAR                   |
| 382737 | 2003 AM90              | 5 de gener de 2003     | Socorro              | LINEAR                   |
| 382738 | 2003 BY5               | 27 de gener de 2003    | Anderson Mesa        | LONEOS                   |
| 382739 | 2003 BW11              | 26 de gener de 2003    | Anderson Mesa        | LONEOS                   |
| 382740 | 2003 BF14              | 26 de gener de 2003    | Haleakala            | NEAT                     |
| 382741 | 2003 BC24              | 25 de gener de 2003    | Palomar              | NEAT                     |
| 382742 | 2003 BK48              | 26 de gener de 2003    | Kitt Peak            | Spacewatch               |
| 382743 | 2003 BQ74              | 29 de gener de 2003    | Palomar              | NEAT                     |
| 382744 | 2003 BD92              | 26 de gener de 2003    | Haleakala            | NEAT                     |
| 382745 | 2003 CC                | 1 de febrer de 2003    | Kitt Peak            | Spacewatch               |
| 382746 | 2003 CH7               | 1 de febrer de 2003    | Socorro              | LINEAR                   |
| 382747 | 2003 CA26              | 2 de febrer de 2003    | Palomar              | NEAT                     |
| 382748 | 2003 CM26              | 24 d'octubre de 2001   | Kitt Peak            | Spacewatch               |
| 382749 | 2003 DB                | 19 de febrer de 2003   | Palomar              | NEAT                     |
| 382750 | 2003 DK                | 19 de febrer de 2003   | Haleakala            | NEAT                     |
| 382751 | 2003 DC21              | 22 de febrer de 2003   | Palomar              | NEAT                     |
| 382752 | 2003 DY24              | 22 de febrer de 2003   | Palomar              | NEAT                     |
| 382753 | 2003 EU8               | 6 de març de 2003      | Socorro              | LINEAR                   |
| 382754 | 2003 EW38              | 8 de març de 2003      | Kitt Peak            | Spacewatch               |
| 382755 | 2003 ET44              | 7 de març de 2003      | Anderson Mesa        | LONEOS                   |
| 382756 | 2003 FE17              | 24 de març de 2003     | Kitt Peak            | Spacewatch               |
| 382757 | 2003 FS37              | 23 de març de 2003     | Kitt Peak            | Spacewatch               |
| 382758 | 2003 GY                | 5 d'abril de 2003      | Haleakala            | NEAT                     |
| 382759 | 2003 LT3               | 3 de juny de 2003      | Catalina             | CSS                      |
| 382760 | 2003 NY                | 2 de juliol de 2003    | Socorro              | LINEAR                   |
| 382761 | 2003 OW15              | 23 de juliol de 2003   | Palomar              | NEAT                     |
| 382762 | 2003 OJ19              | 30 de juliol de 2003   | Palomar              | NEAT                     |
| 382763 | 2003 OS30              | 24 de juliol de 2003   | Palomar              | NEAT                     |
| 382764 | 2003 QP10              | 22 d'agost de 2003     | Kleť                 | J. Tichá, M. Tichý       |
| 382765 | 2003 QR23              | 21 d'agost de 2003     | Campo Imperatore     | CINEOS                   |
| 382766 | 2003 QJ103             | 31 d'agost de 2003     | Haleakala            | NEAT                     |
| 382767 | 2003 RO12              | 14 de setembre de 2003 | Haleakala            | NEAT                     |
| 382768 | 2003 SJ6               | 16 de setembre de 2003 | Haleakala            | NEAT                     |
| 382769 | 2003 SX7               | 16 de setembre de 2003 | Palomar              | NEAT                     |
| 382770 | 2003 SG24              | 17 de setembre de 2003 | Palomar              | NEAT                     |
| 382771 | 2003 SL37              | 16 de setembre de 2003 | Palomar              | NEAT                     |
| 382772 | 2003 SM50              | 18 de setembre de 2003 | Palomar              | NEAT                     |
| 382773 | 2003 SC71              | 4 de setembre de 2003  | Socorro              | LINEAR                   |
| 382774 | 2003 SD77              | 19 de setembre de 2003 | Kitt Peak            | Spacewatch               |
| 382775 | 2003 SQ96              | 19 de setembre de 2003 | Palomar              | NEAT                     |
| 382776 | 2003 SS102             | 20 de setembre de 2003 | Socorro              | LINEAR                   |
| 382777 | 2003 SR111             | 20 de setembre de 2003 | Socorro              | LINEAR                   |
| 382778 | 2003 SM119             | 17 de setembre de 2003 | Anderson Mesa        | LONEOS                   |
| 382779 | 2003 SL121             | 17 de setembre de 2003 | Kitt Peak            | Spacewatch               |
| 382780 | 2003 SX184             | 21 de setembre de 2003 | Kitt Peak            | Spacewatch               |
| 382781 | 2003 SY240             | 27 de setembre de 2003 | Socorro              | LINEAR                   |
| 382782 | 2003 SN267             | 29 de setembre de 2003 | Kitt Peak            | Spacewatch               |
| 382783 | 2003 SR275             | 29 de setembre de 2003 | Socorro              | LINEAR                   |
| 382784 | 2003 SG296             | 29 de setembre de 2003 | Anderson Mesa        | LONEOS                   |
| 382785 | 2003 SO327             | 19 de setembre de 2003 | Kitt Peak            | Spacewatch               |
| 382786 | 2003 SW333             | 28 de setembre de 2003 | Apache Point         | Sloan Digital Sky Survey |
| 382787 | 2003 SK346             | 18 de setembre de 2003 | Kitt Peak            | Spacewatch               |
| 382788 | 2003 SE349             | 18 de setembre de 2003 | Kitt Peak            | Spacewatch               |
| 382789 | 2003 SV350             | 19 de setembre de 2003 | Kitt Peak            | Spacewatch               |
| 382790 | 2003 SC370             | 26 de setembre de 2003 | Apache Point         | Sloan Digital Sky Survey |
| 382791 | 2003 SA375             | 26 de setembre de 2003 | Apache Point         | Sloan Digital Sky Survey |
| 382792 | 2003 SM384             | 26 de setembre de 2003 | Apache Point         | Sloan Digital Sky Survey |
| 382793 | 2003 SB387             | 26 de setembre de 2003 | Apache Point         | Sloan Digital Sky Survey |
| 382794 | 2003 TH18              | 14 d'octubre de 2003   | Palomar              | NEAT                     |
| 382795 | 2003 TF20              | 14 d'octubre de 2003   | Palomar              | NEAT                     |
| 382796 | 2003 UL8               | 5 d'octubre de 2003    | Socorro              | LINEAR                   |
| 382797 | 2003 UF44              | 18 d'octubre de 2003   | Kitt Peak            | Spacewatch               |
| 382798 | 2003 UP49              | 16 d'octubre de 2003   | Palomar              | NEAT                     |
| 382799 | 2003 UC50              | 2 d'octubre de 2003    | Socorro              | LINEAR                   |
| 382800 | 2003 UD58              | 16 d'octubre de 2003   | Kitt Peak            | Spacewatch               |

## 382801-382900
| Nom    | Designació provisional | Data de descobriment   | Lloc de descobriment | Descobridor/s            |
| ------ | ---------------------- | ---------------------- | -------------------- | ------------------------ |
| 382801 | 2003 UY74              | 21 de setembre de 2003 | Anderson Mesa        | LONEOS                   |
| 382802 | 2003 UT130             | 19 d'octubre de 2003   | Palomar              | NEAT                     |
| 382803 | 2003 US136             | 21 d'octubre de 2003   | Socorro              | LINEAR                   |
| 382804 | 2003 UY136             | 21 d'octubre de 2003   | Palomar              | NEAT                     |
| 382805 | 2003 UA144             | 29 de setembre de 2003 | Socorro              | LINEAR                   |
| 382806 | 2003 UZ157             | 20 d'octubre de 2003   | Kitt Peak            | Spacewatch               |
| 382807 | 2003 UB192             | 23 d'octubre de 2003   | Anderson Mesa        | LONEOS                   |
| 382808 | 2003 UF206             | 18 d'octubre de 2003   | Anderson Mesa        | LONEOS                   |
| 382809 | 2003 UN207             | 22 d'octubre de 2003   | Kitt Peak            | Spacewatch               |
| 382810 | 2003 UX214             | 22 de setembre de 2003 | Kitt Peak            | Spacewatch               |
| 382811 | 2003 UM216             | 21 d'octubre de 2003   | Socorro              | LINEAR                   |
| 382812 | 2003 UD219             | 21 d'octubre de 2003   | Palomar              | NEAT                     |
| 382813 | 2003 UA239             | 24 d'octubre de 2003   | Socorro              | LINEAR                   |
| 382814 | 2003 UD334             | 18 d'octubre de 2003   | Apache Point         | Sloan Digital Sky Survey |
| 382815 | 2003 UG346             | 19 d'octubre de 2003   | Apache Point         | Sloan Digital Sky Survey |
| 382816 | 2003 UO352             | 19 d'octubre de 2003   | Apache Point         | Sloan Digital Sky Survey |
| 382817 | 2003 UX380             | 22 d'octubre de 2003   | Apache Point         | Sloan Digital Sky Survey |
| 382818 | 2003 VD6               | 15 de novembre de 2003 | Palomar              | NEAT                     |
| 382819 | 2003 VE11              | 15 de novembre de 2003 | Palomar              | NEAT                     |
| 382820 | 2003 WB9               | 16 de novembre de 2003 | Kitt Peak            | Spacewatch               |
| 382821 | 2003 WA38              | 19 de novembre de 2003 | Socorro              | LINEAR                   |
| 382822 | 2003 WQ46              | 18 de novembre de 2003 | Palomar              | NEAT                     |
| 382823 | 2003 WJ79              | 20 de novembre de 2003 | Socorro              | LINEAR                   |
| 382824 | 2003 WE86              | 29 de juny de 2003     | Socorro              | LINEAR                   |
| 382825 | 2003 XB22              | 15 de desembre de 2003 | Siding Spring        | R. H. McNaught           |
| 382826 | 2003 XL28              | 1 de desembre de 2003  | Kitt Peak            | Spacewatch               |
| 382827 | 2003 XN30              | 19 de novembre de 2003 | Kitt Peak            | Spacewatch               |
| 382828 | 2003 YW2               | 18 de desembre de 2003 | Desert Eagle         | W. K. Y. Yeung           |
| 382829 | 2003 YP22              | 18 de desembre de 2003 | Socorro              | LINEAR                   |
| 382830 | 2003 YA181             | 19 de desembre de 2003 | Kitt Peak            | Spacewatch               |
| 382831 | 2003 YC181             | 21 de desembre de 2003 | Kitt Peak            | Spacewatch               |
| 382832 | 2003 YD181             | 22 de desembre de 2003 | Kitt Peak            | Spacewatch               |
| 382833 | 2004 AS5               | 13 de gener de 2004    | Palomar              | NEAT                     |
| 382834 | 2004 AC21              | 15 de gener de 2004    | Kitt Peak            | Spacewatch               |
| 382835 | 2004 AT23              | 15 de gener de 2004    | Kitt Peak            | Spacewatch               |
| 382836 | 2004 BQ30              | 18 de gener de 2004    | Palomar              | NEAT                     |
| 382837 | 2004 BZ38              | 20 de gener de 2004    | Socorro              | LINEAR                   |
| 382838 | 2004 BG83              | 23 de gener de 2004    | Socorro              | LINEAR                   |
| 382839 | 2004 BE88              | 23 de gener de 2004    | Anderson Mesa        | LONEOS                   |
| 382840 | 2004 BR130             | 16 de gener de 2004    | Kitt Peak            | Spacewatch               |
| 382841 | 2004 CN14              | 11 de febrer de 2004   | Kitt Peak            | Spacewatch               |
| 382842 | 2004 CP43              | 12 de febrer de 2004   | Kitt Peak            | Spacewatch               |
| 382843 | 2004 CX47              | 14 de febrer de 2004   | Haleakala            | NEAT                     |
| 382844 | 2004 CB53              | 11 de febrer de 2004   | Kitt Peak            | Spacewatch               |
| 382845 | 2004 CR103             | 12 de febrer de 2004   | Palomar              | NEAT                     |
| 382846 | 2004 DK47              | 19 de febrer de 2004   | Socorro              | LINEAR                   |
| 382847 | 2004 DK53              | 23 de febrer de 2004   | Bergisch Gladbac     | W. Bickel                |
| 382848 | 2004 EF18              | 12 de març de 2004     | Palomar              | NEAT                     |
| 382849 | 2004 EA23              | 15 de març de 2004     | Catalina             | CSS                      |
| 382850 | 2004 EJ30              | 15 de març de 2004     | Catalina             | CSS                      |
| 382851 | 2004 EA54              | 15 de març de 2004     | Campo Imperatore     | CINEOS                   |
| 382852 | 2004 EF72              | 15 de març de 2004     | Socorro              | LINEAR                   |
| 382853 | 2004 ER88              | 14 de març de 2004     | Kitt Peak            | Spacewatch               |
| 382854 | 2004 EC96              | 15 de març de 2004     | Socorro              | LINEAR                   |
| 382855 | 2004 ED96              | 15 de març de 2004     | Palomar              | NEAT                     |
| 382856 | 2004 FK28              | 18 de març de 2004     | Socorro              | LINEAR                   |
| 382857 | 2004 FY28              | 28 de març de 2004     | Socorro              | LINEAR                   |
| 382858 | 2004 FE42              | 13 de febrer de 2004   | Kitt Peak            | Spacewatch               |
| 382859 | 2004 FE83              | 17 de març de 2004     | Kitt Peak            | Spacewatch               |
| 382860 | 2004 FT84              | 18 de març de 2004     | Socorro              | LINEAR                   |
| 382861 | 2004 FZ96              | 23 de març de 2004     | Socorro              | LINEAR                   |
| 382862 | 2004 FS97              | 23 de març de 2004     | Socorro              | LINEAR                   |
| 382863 | 2004 FD109             | 24 de març de 2004     | Anderson Mesa        | LONEOS                   |
| 382864 | 2004 FP125             | 27 de març de 2004     | Socorro              | LINEAR                   |
| 382865 | 2004 FV127             | 27 de març de 2004     | Socorro              | LINEAR                   |
| 382866 | 2004 FM155             | 17 de març de 2004     | Kitt Peak            | Spacewatch               |
| 382867 | 2004 FT166             | 16 de març de 2004     | Siding Spring        | Siding Spring Survey     |
| 382868 | 2004 GK14              | 13 d'abril de 2004     | Catalina             | CSS                      |
| 382869 | 2004 GX67              | 13 d'abril de 2004     | Kitt Peak            | Spacewatch               |
| 382870 | 2004 HR31              | 19 d'abril de 2004     | Socorro              | LINEAR                   |
| 382871 | 2004 HS44              | 21 d'abril de 2004     | Socorro              | LINEAR                   |
| 382872 | 2004 HB61              | 24 d'abril de 2004     | Kitt Peak            | Spacewatch               |
| 382873 | 2004 JJ23              | 13 de maig de 2004     | Kitt Peak            | Spacewatch               |
| 382874 | 2004 JQ51              | 14 de maig de 2004     | Socorro              | LINEAR                   |
| 382875 | 2004 KE1               | 19 de maig de 2004     | Kitt Peak            | Spacewatch               |
| 382876 | 2004 KQ15              | 19 de maig de 2004     | Kitt Peak            | Spacewatch               |
| 382877 | 2004 LX1               | 7 de juny de 2004      | Palomar              | NEAT                     |
| 382878 | 2004 LM5               | 23 de maig de 2004     | Socorro              | LINEAR                   |
| 382879 | 2004 LD6               | 13 de juny de 2004     | Palomar              | NEAT                     |
| 382880 | 2004 LF10              | 13 de juny de 2004     | Palomar              | NEAT                     |
| 382881 | 2004 LV11              | 12 de juny de 2004     | Siding Spring        | Siding Spring Survey     |
| 382882 | 2004 LV26              | 12 de juny de 2004     | Socorro              | LINEAR                   |
| 382883 | 2004 ML8               | 16 de juny de 2004     | Kitt Peak            | Spacewatch               |
| 382884 | 2004 NZ22              | 11 de juliol de 2004   | Socorro              | LINEAR                   |
| 382885 | 2004 NY25              | 11 de juliol de 2004   | Socorro              | LINEAR                   |
| 382886 | 2004 PT26              | 9 d'agost de 2004      | Anderson Mesa        | LONEOS                   |
| 382887 | 2004 PJ27              | 8 d'agost de 2004      | Reedy Creek          | J. Broughton             |
| 382888 | 2004 PD40              | 9 d'agost de 2004      | Socorro              | LINEAR                   |
| 382889 | 2004 PG54              | 8 d'agost de 2004      | Anderson Mesa        | LONEOS                   |
| 382890 | 2004 PW55              | 8 d'agost de 2004      | Anderson Mesa        | LONEOS                   |
| 382891 | 2004 PK63              | 10 d'agost de 2004     | Socorro              | LINEAR                   |
| 382892 | 2004 PN85              | 10 d'agost de 2004     | Socorro              | LINEAR                   |
| 382893 | 2004 PC88              | 11 d'agost de 2004     | Socorro              | LINEAR                   |
| 382894 | 2004 PK95              | 12 d'agost de 2004     | Palomar              | NEAT                     |
| 382895 | 2004 QS9               | 21 d'agost de 2004     | Siding Spring        | Siding Spring Survey     |
| 382896 | 2004 QM17              | 25 d'agost de 2004     | Socorro              | LINEAR                   |
| 382897 | 2004 QZ18              | 21 d'agost de 2004     | Catalina             | CSS                      |
| 382898 | 2004 QJ19              | 23 d'agost de 2004     | Siding Spring        | Siding Spring Survey     |
| 382899 | 2004 QM27              | 23 d'agost de 2004     | Siding Spring        | Siding Spring Survey     |
| 382900 | 2004 RH8               | 6 de setembre de 2004  | Altschwendt          | W. Ries                  |

## 382901-383000
| Nom    | Designació provisional | Data de descobriment   | Lloc de descobriment | Descobridor/s     |
| ------ | ---------------------- | ---------------------- | -------------------- | ----------------- |
| 382901 | 2004 RY68              | 8 de setembre de 2004  | Socorro              | LINEAR            |
| 382902 | 2004 RN71              | 8 de setembre de 2004  | Socorro              | LINEAR            |
| 382903 | 2004 RB77              | 8 de setembre de 2004  | Socorro              | LINEAR            |
| 382904 | 2004 RT81              | 8 de setembre de 2004  | Socorro              | LINEAR            |
| 382905 | 2004 RD105             | 8 de setembre de 2004  | Palomar              | NEAT              |
| 382906 | 2004 RM120             | 7 de setembre de 2004  | Kitt Peak            | Spacewatch        |
| 382907 | 2004 RZ139             | 8 de setembre de 2004  | Socorro              | LINEAR            |
| 382908 | 2004 RY158             | 10 de setembre de 2004 | Socorro              | LINEAR            |
| 382909 | 2004 RF168             | 8 de setembre de 2004  | Socorro              | LINEAR            |
| 382910 | 2004 RL190             | 19 d'agost de 2004     | Socorro              | LINEAR            |
| 382911 | 2004 RA191             | 10 de setembre de 2004 | Socorro              | LINEAR            |
| 382912 | 2004 RR194             | 10 de setembre de 2004 | Socorro              | LINEAR            |
| 382913 | 2004 RA196             | 10 de setembre de 2004 | Socorro              | LINEAR            |
| 382914 | 2004 RK199             | 10 de setembre de 2004 | Socorro              | LINEAR            |
| 382915 | 2004 RJ200             | 10 de setembre de 2004 | Socorro              | LINEAR            |
| 382916 | 2004 RX207             | 11 de setembre de 2004 | Socorro              | LINEAR            |
| 382917 | 2004 RP214             | 11 de setembre de 2004 | Socorro              | LINEAR            |
| 382918 | 2004 RU217             | 11 de setembre de 2004 | Socorro              | LINEAR            |
| 382919 | 2004 RS245             | 10 de setembre de 2004 | Kitt Peak            | Spacewatch        |
| 382920 | 2004 RO249             | 12 de setembre de 2004 | Kitt Peak            | Spacewatch        |
| 382921 | 2004 RE254             | 6 de setembre de 2004  | Palomar              | NEAT              |
| 382922 | 2004 RW324             | 13 de setembre de 2004 | Socorro              | LINEAR            |
| 382923 | 2004 RZ339             | 20 d'agost de 2004     | Catalina             | CSS               |
| 382924 | 2004 RJ341             | 11 de setembre de 2004 | Socorro              | LINEAR            |
| 382925 | 2004 SJ52              | 18 de setembre de 2004 | Socorro              | LINEAR            |
| 382926 | 2004 SL53              | 22 de setembre de 2004 | Socorro              | LINEAR            |
| 382927 | 2004 TG13              | 8 d'octubre de 2004    | Socorro              | LINEAR            |
| 382928 | 2004 TA59              | 5 d'octubre de 2004    | Kitt Peak            | Spacewatch        |
| 382929 | 2004 TP59              | 5 d'octubre de 2004    | Kitt Peak            | Spacewatch        |
| 382930 | 2004 TO61              | 5 d'octubre de 2004    | Anderson Mesa        | LONEOS            |
| 382931 | 2004 TD79              | 4 d'octubre de 2004    | Socorro              | LINEAR            |
| 382932 | 2004 TU95              | 5 d'octubre de 2004    | Kitt Peak            | Spacewatch        |
| 382933 | 2004 TT119             | 14 de setembre de 2004 | Socorro              | LINEAR            |
| 382934 | 2004 TM144             | 4 d'octubre de 2004    | Kitt Peak            | Spacewatch        |
| 382935 | 2004 TP155             | 6 d'octubre de 2004    | Kitt Peak            | Spacewatch        |
| 382936 | 2004 TQ158             | 6 d'octubre de 2004    | Kitt Peak            | Spacewatch        |
| 382937 | 2004 TK175             | 9 d'octubre de 2004    | Socorro              | LINEAR            |
| 382938 | 2004 TK194             | 7 d'octubre de 2004    | Kitt Peak            | Spacewatch        |
| 382939 | 2004 TS240             | 10 d'octubre de 2004   | Socorro              | LINEAR            |
| 382940 | 2004 TM241             | 10 d'octubre de 2004   | Socorro              | LINEAR            |
| 382941 | 2004 TV277             | 9 d'octubre de 2004    | Kitt Peak            | Spacewatch        |
| 382942 | 2004 TD287             | 9 d'octubre de 2004    | Socorro              | LINEAR            |
| 382943 | 2004 TU309             | 18 de setembre de 2004 | Socorro              | LINEAR            |
| 382944 | 2004 TA316             | 11 d'octubre de 2004   | Kitt Peak            | Spacewatch        |
| 382945 | 2004 TM333             | 9 d'octubre de 2004    | Kitt Peak            | Spacewatch        |
| 382946 | 2004 TW335             | 10 d'octubre de 2004   | Kitt Peak            | Spacewatch        |
| 382947 | 2004 TQ343             | 14 d'octubre de 2004   | Kitt Peak            | Spacewatch        |
| 382948 | 2004 TP357             | 6 d'octubre de 2004    | Kitt Peak            | Spacewatch        |
| 382949 | 2004 UA5               | 18 d'octubre de 2004   | Socorro              | LINEAR            |
| 382950 | 2004 VP10              | 3 de novembre de 2004  | Catalina             | CSS               |
| 382951 | 2004 VB11              | 3 de novembre de 2004  | Catalina             | CSS               |
| 382952 | 2004 VA13              | 3 de novembre de 2004  | Palomar              | NEAT              |
| 382953 | 2004 VH16              | 4 de novembre de 2004  | Needville            | Needville         |
| 382954 | 2004 VY24              | 4 de novembre de 2004  | Anderson Mesa        | LONEOS            |
| 382955 | 2004 VJ31              | 3 de novembre de 2004  | Kitt Peak            | Spacewatch        |
| 382956 | 2004 VG77              | 12 de novembre de 2004 | Catalina             | CSS               |
| 382957 | 2004 VG90              | 11 de novembre de 2004 | Kitt Peak            | Spacewatch        |
| 382958 | 2004 VD130             | 9 de novembre de 2004  | Catalina             | CSS               |
| 382959 | 2004 XL17              | 3 de desembre de 2004  | Kitt Peak            | Spacewatch        |
| 382960 | 2004 XM21              | 8 de desembre de 2004  | Socorro              | LINEAR            |
| 382961 | 2004 XX23              | 9 de desembre de 2004  | Socorro              | LINEAR            |
| 382962 | 2004 XK40              | 10 de desembre de 2004 | Socorro              | LINEAR            |
| 382963 | 2004 XS44              | 2 de desembre de 2004  | Catalina             | CSS               |
| 382964 | 2004 XH58              | 10 de desembre de 2004 | Kitt Peak            | Spacewatch        |
| 382965 | 2004 XQ92              | 11 de desembre de 2004 | Socorro              | LINEAR            |
| 382966 | 2004 XX96              | 11 de desembre de 2004 | Kitt Peak            | Spacewatch        |
| 382967 | 2004 XQ120             | 14 de desembre de 2004 | Socorro              | LINEAR            |
| 382968 | 2004 XH122             | 9 de desembre de 2004  | Vail-Jarnac          | Jarnac            |
| 382969 | 2004 XH133             | 15 de desembre de 2004 | Kitt Peak            | Spacewatch        |
| 382970 | 2004 XE135             | 15 de desembre de 2004 | Socorro              | LINEAR            |
| 382971 | 2005 AX12              | 6 de gener de 2005     | Socorro              | LINEAR            |
| 382972 | 2005 AK26              | 12 de gener de 2005    | Socorro              | LINEAR            |
| 382973 | 2005 AP34              | 20 de desembre de 2004 | Mount Lemmon         | Mt. Lemmon Survey |
| 382974 | 2005 AN40              | 15 de gener de 2005    | Socorro              | LINEAR            |
| 382975 | 2005 AL59              | 15 de gener de 2005    | Socorro              | LINEAR            |
| 382976 | 2005 AG62              | 15 de gener de 2005    | Kitt Peak            | Spacewatch        |
| 382977 | 2005 AY70              | 15 de gener de 2005    | Kitt Peak            | Spacewatch        |
| 382978 | 2005 BW2               | 18 de gener de 2005    | Sandlot              | G. Hug            |
| 382979 | 2005 BK14              | 20 de gener de 2005    | Wrightwood           | J. W. Young       |
| 382980 | 2005 BD46              | 16 de gener de 2005    | Mauna Kea            | C. Veillet        |
| 382981 | 2005 CA2               | 1 de febrer de 2005    | Palomar              | NEAT              |
| 382982 | 2005 CR15              | 2 de febrer de 2005    | Socorro              | LINEAR            |
| 382983 | 2005 CS19              | 2 de febrer de 2005    | Catalina             | CSS               |
| 382984 | 2005 CU21              | 3 de febrer de 2005    | Socorro              | LINEAR            |
| 382985 | 2005 CZ26              | 1 de febrer de 2005    | Kitt Peak            | Spacewatch        |
| 382986 | 2005 CM37              | 4 de febrer de 2005    | Mayhill              | A. Lowe           |
| 382987 | 2005 EW10              | 2 de març de 2005      | Kitt Peak            | Spacewatch        |
| 382988 | 2005 EW41              | 2 de març de 2005      | Kitt Peak            | Spacewatch        |
| 382989 | 2005 EE50              | 3 de març de 2005      | Catalina             | CSS               |
| 382990 | 2005 EN73              | 3 de març de 2005      | Kitt Peak            | Spacewatch        |
| 382991 | 2005 EJ88              | 8 de març de 2005      | Anderson Mesa        | LONEOS            |
| 382992 | 2005 EV157             | 9 de març de 2005      | Mount Lemmon         | Mt. Lemmon Survey |
| 382993 | 2005 ED190             | 11 de març de 2005     | Mount Lemmon         | Mt. Lemmon Survey |
| 382994 | 2005 EY291             | 10 de març de 2005     | Catalina             | CSS               |
| 382995 | 2005 GO10              | 1 d'abril de 2005      | Kitt Peak            | Spacewatch        |
| 382996 | 2005 GR227             | 5 d'abril de 2005      | Anderson Mesa        | LONEOS            |
| 382997 | 2005 HY3               | 28 d'abril de 2005     | Mayhill              | A. Lowe           |
| 382998 | 2005 JL19              | 4 de maig de 2005      | Kitt Peak            | Spacewatch        |
| 382999 | 2005 JS80              | 4 de maig de 2005      | Catalina             | CSS               |
| 383000 | 2005 JH107             | 12 de maig de 2005     | Mount Lemmon         | Mt. Lemmon Survey |